# Outlander (série télévisée)
Pour les articles homonymes, voir Outlander.
Outlander, ou Outlander : Le Chardon et le Tartan au Québec et en Suisse, est une série télévisée américaine créée par Ronald D. Moore et diffusée depuis le 9 août 2014 sur Starz et au Canada depuis le 24 août 2014 sur Showcase pour les deux premières saisons, puis en simultané sur W Network depuis la troisième saison. Elle est l'adaptation de la série de romans de fantasy Le Chardon et le Tartan (Outlander) écrits par Diana Gabaldon.
En Suisse, la série est diffusée depuis le 18 novembre 2015 sur RTS Un ; au Québec, depuis le 16 janvier 2016 sur ICI Radio-Canada Télé et par la suite sur ARTV ; en France et en Belgique, depuis le 3 avril 2016 sur Netflix. En France, la série est également diffusée à la télévision sur Téva depuis le 5 septembre 2021.

## Synopsis
En 1945, une infirmière de guerre, Claire Randall, mariée à un descendant de capitaine des Dragons, Frank Randall, se retrouve transportée depuis un cercle de pierres levées « enchantées » dans l'Écosse révoltée de 1743. Là-bas, elle va être immédiatement confrontée à un monde d'aventures qui lui est inconnu. Elle y rencontre l'ancêtre de son mari, le capitaine Jack Randall, la rébellion et l'un de ses protagonistes, un guerrier des Highlands, Jamie Fraser, ce qui la laissera partagée entre deux mondes et deux hommes que tout oppose.

## Fiche technique

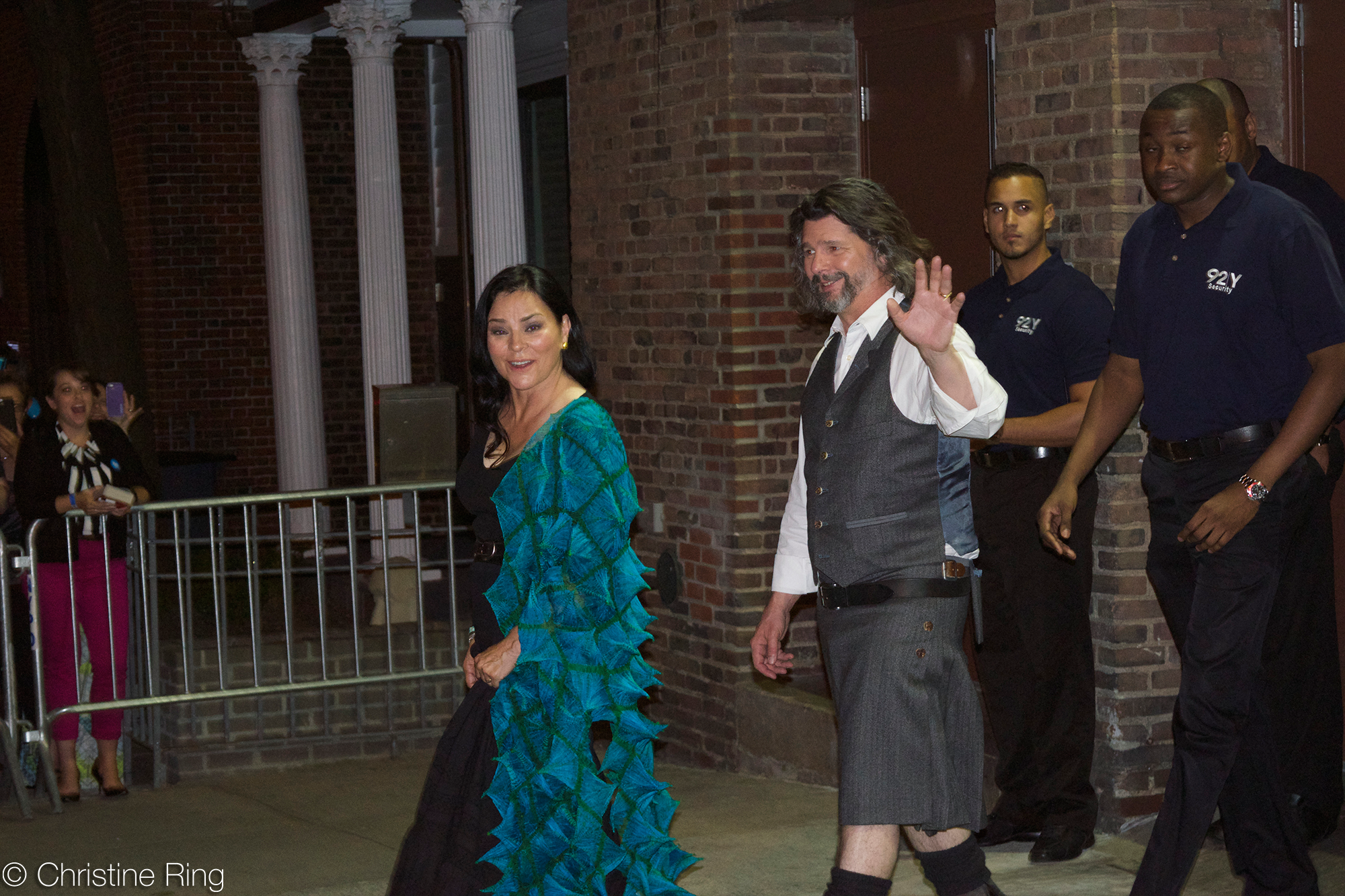
La romancière Diana Gabaldon et le showrunner Ronald D. Moore à la première de la série à New York en 2014.

- Titre original et français : Outlander
- Titre québécois : Outlander - Le Chardon et le Tartan
- Création : Ronald D. Moore
- Réalisation : John Dahl, Brian Kelly, Anna Foerster, Mike Barker, Richard Clark et Metin Hüseyin
- Scénario : Ronald D. Moore, Matthew B. Roberts, Ira Steven Behr, Toni Graphia, Anne Kenney et Diana Gabaldon d'après sa série de romans Le Chardon et le Tartan (1991-)
- Musique : Bear McCreary
- Production : Matthew B. Roberts et David Brown
  - Producteurs exécutif : Ronald D. Moore, Jim Kohlberg et Andy Harries
- Sociétés de production : Tall Ship Productions, Story Mining and Supply Company, Left Bank Pictures et Sony Pictures Television
- Sociétés de distribution : Starz
- Pays d'origine :  États-Unis
- Lieu de tournage : Écosse
- Langue originale : anglais, gaélique écossais et français
- Genre : drame, fantasy, historique, amour, aventures
- Durée : 60 minutes
- Dates de diffusion :
  - États-Unis : 9 août 2014 sur Starz
  - Royaume-Uni : 26 mars 2015 sur Amazon Video (internet)

## Distribution

### Acteurs principaux
- Caitriona Balfe (VFB : Claire Tefnin) : Claire Randall (née Beauchamp) / Fraser
- Sam Heughan (VFB : Nicolas Matthys) : James « Jamie » Alexander Malcolm Fraser
- Laura Donnelly (VFB : Maïa Baran) : Janet « Jenny » Fraser Murray
- Steven Cree (VFB : Alexandre Crépet) : Ian Murray
- Duncan Lacroix (VFB : Laurent Bonnet) : Murtagh Fraser
- Nell Hudson (VFB : Delphine Chauvier) : Laoghaire MacKenzie (depuis la saison 2, récurrent saison 1)
- Richard Rankin (VFB : Fabien Finkels) : Roger Wakefield (depuis la saison 2)
- Sophie Skelton (VFB : Audrey d'Hulstère) : Brianna « Bree » Randall Fraser (depuis la saison 2)
- David Berry (VFB : David Manet) : Lord John Grey (depuis la saison 3)
- John Bell (VFB : Maxime Van Santfoort) : Ian Fraser Murray (depuis la saison 3)
- Lauren Lyle (VFB : Sophie Pyronnet) : Marsali McKimmie Fraser (depuis la saison 3)
- César Domboy (VFB : Gauthier de Fauconval) : Claude (ou Claudel) « Fergus » Fraser, adulte (depuis la saison 3)
- Maria Doyle Kennedy (VFB : Eléonore Meeus) : Jocasta Cameron (depuis la saison 4)
- Colin McFarlane (VFB : Jean-François Rossion) : Ulysses (depuis la saison 4)
- Caitlin O'Ryan (VFB : Alice Moons) : Lizzie Wemyss (depuis la saison 4)
- Mark Lewis Jones (VFB : Jean-Marc Delhausse) : Tom Christie (saison 6)
- Glen Gould (VFB : Jean-François Rossion) : Bird (saison 6)
- Simon R. Baker : Still Water (saison 6)

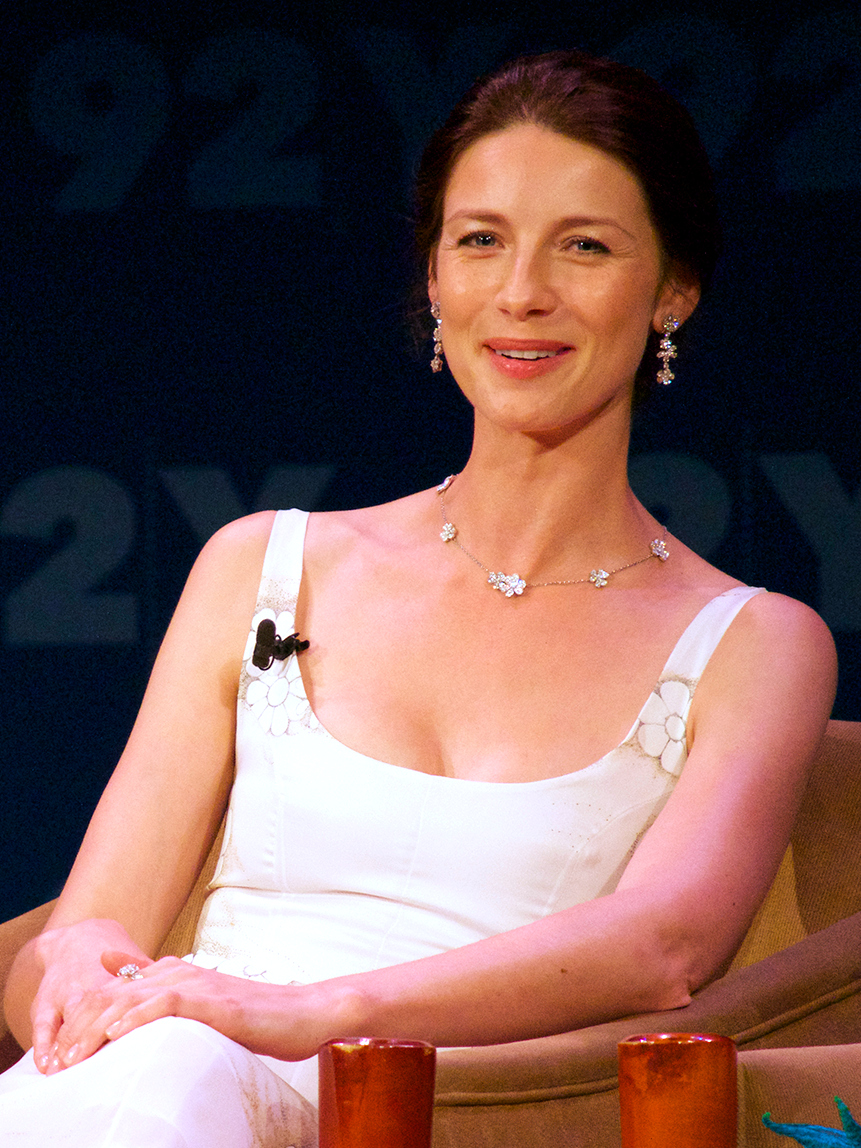
Caitriona Balfe interprète Claire Randall (née Beauchamp) / Fraser
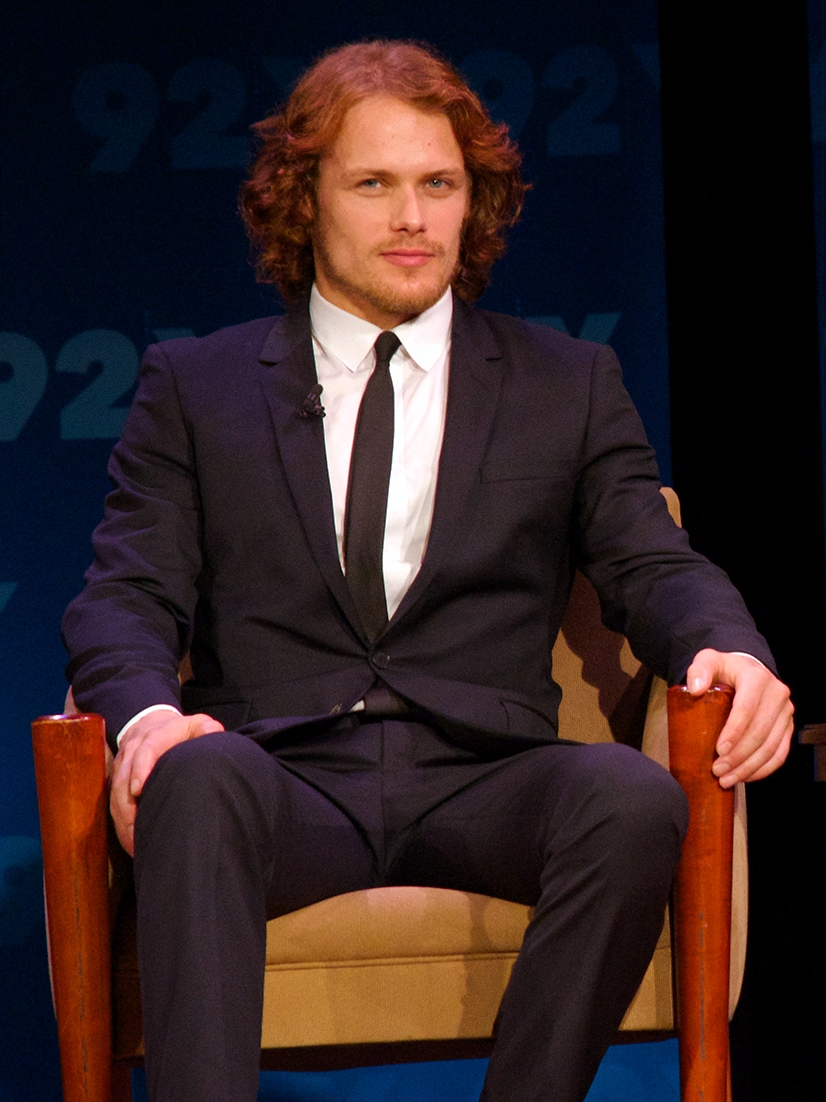
Sam Heughan interprète James « Jamie » Fraser
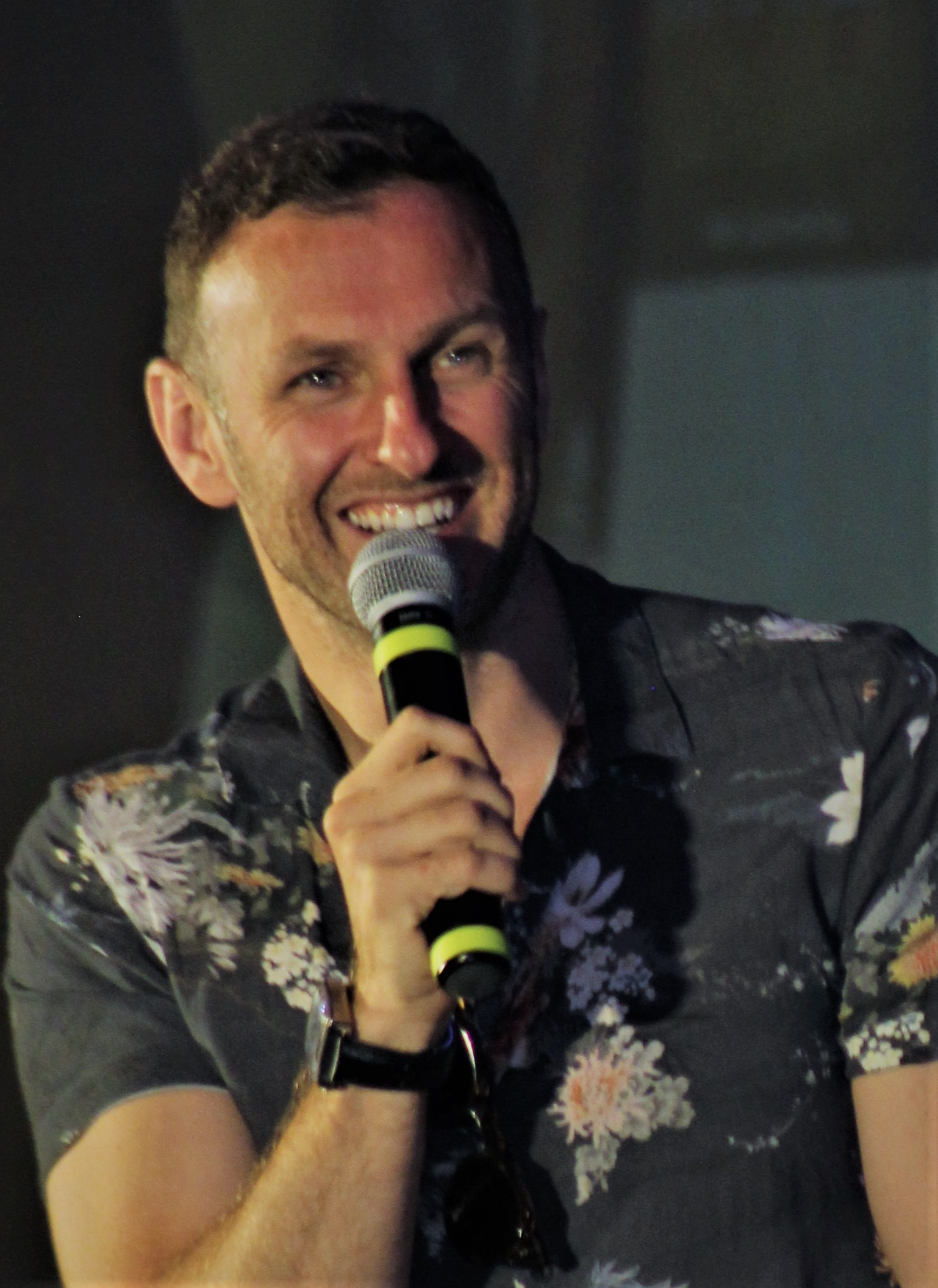
Steven Cree interprète Ian Murray
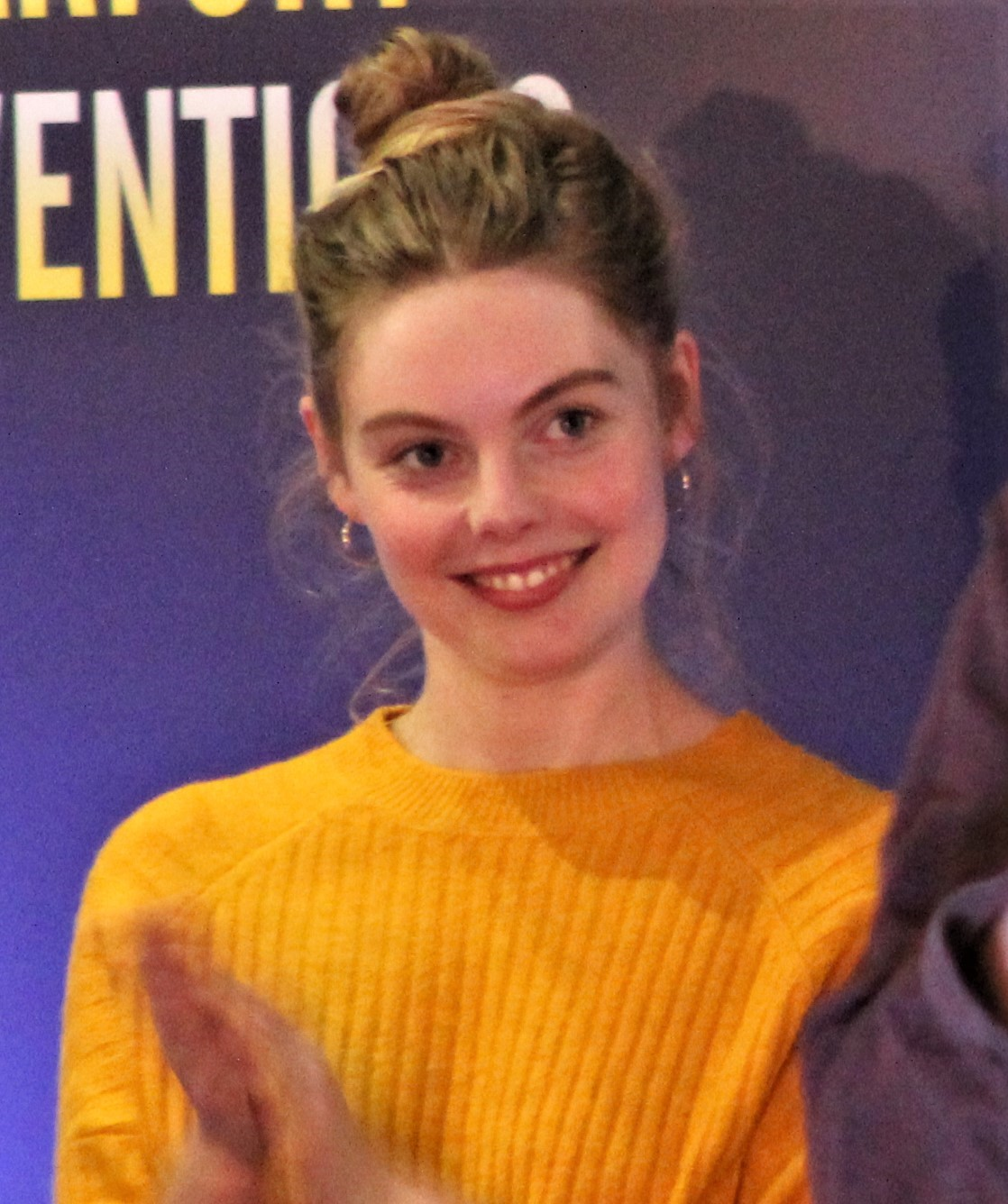
Nell Hudson interprète Laoghaire MacKenzie
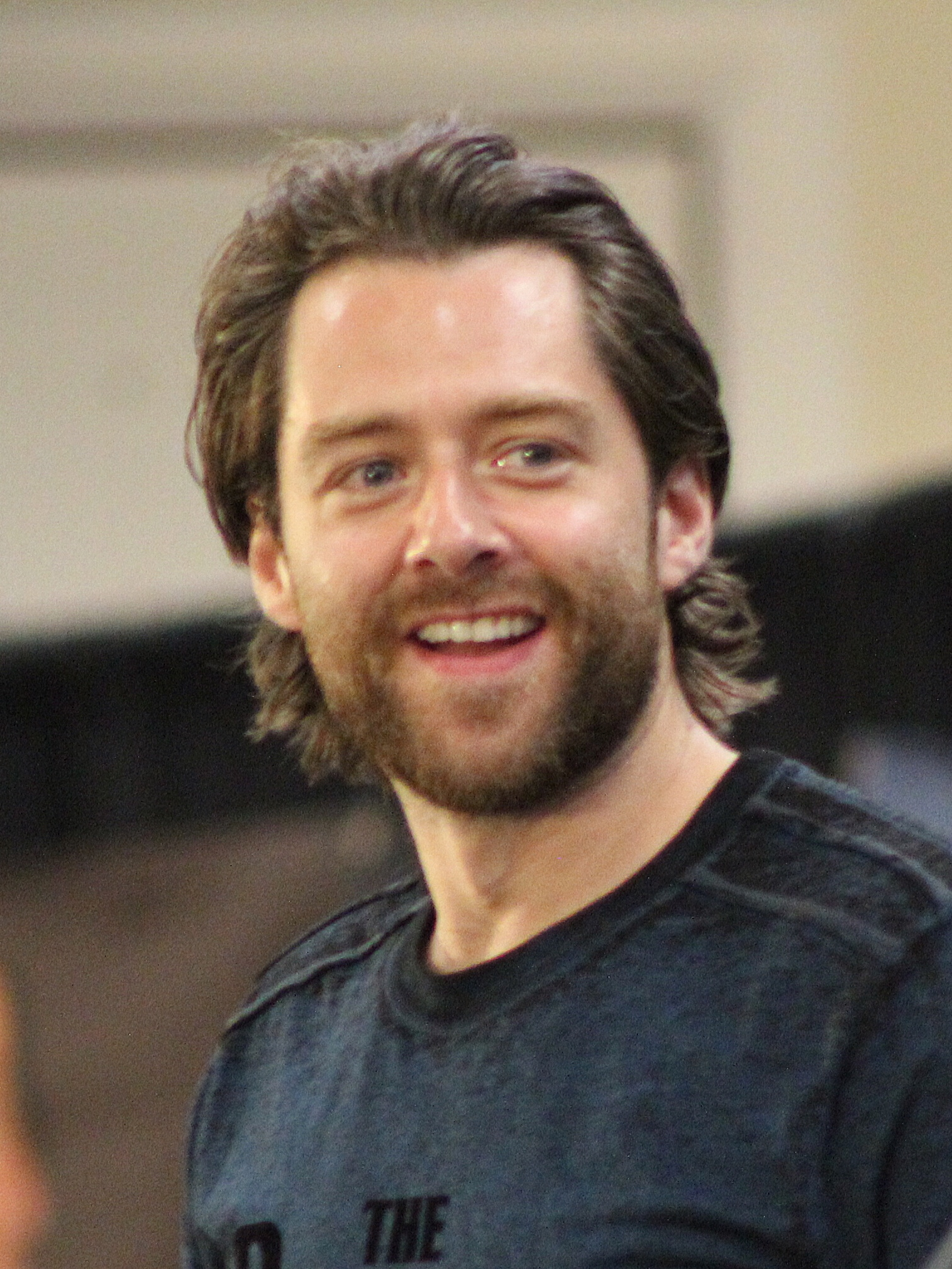
Richard Rankin interprète Roger Wakefield
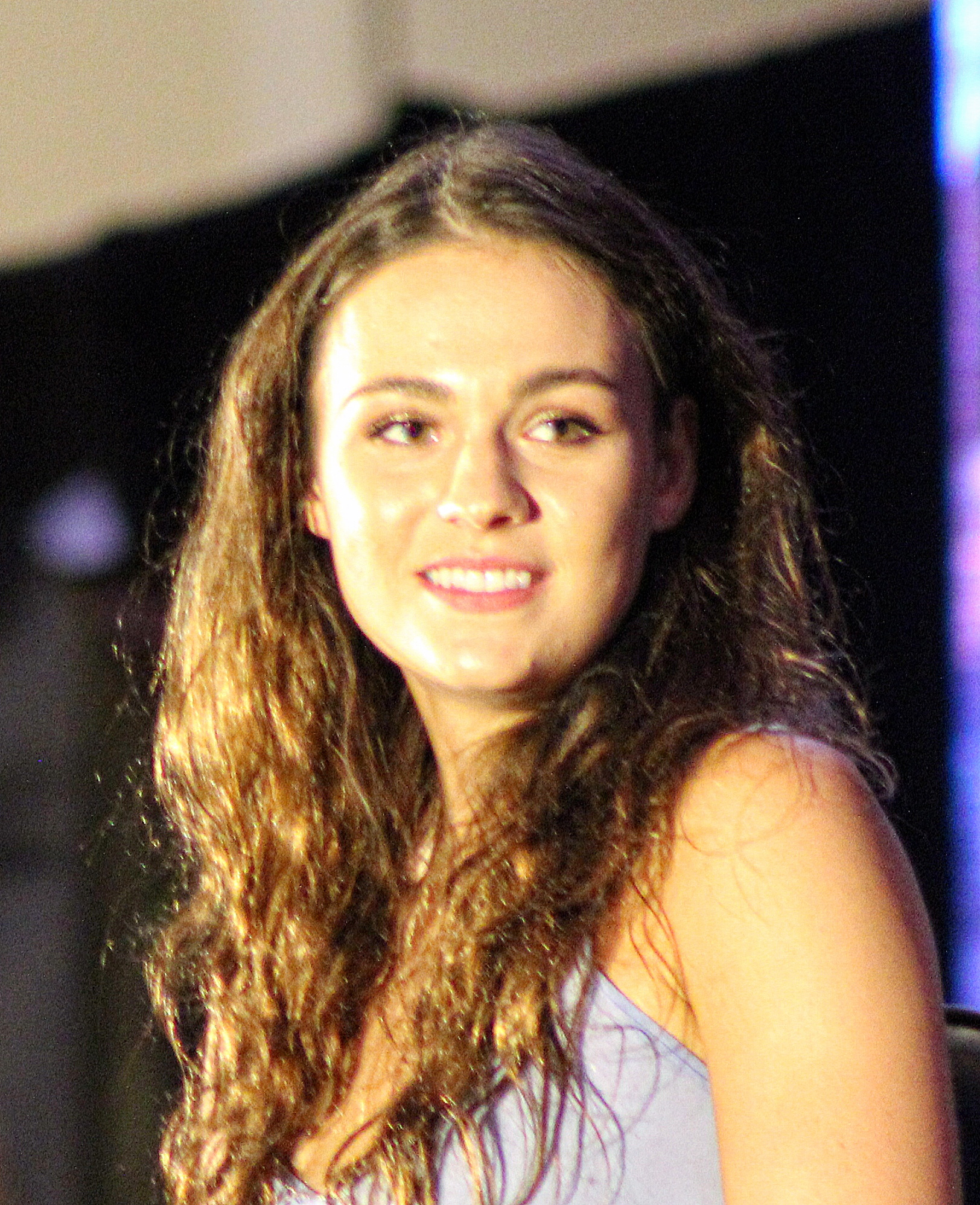
Sophie Skelton interprète Brianna « Bree » Randall
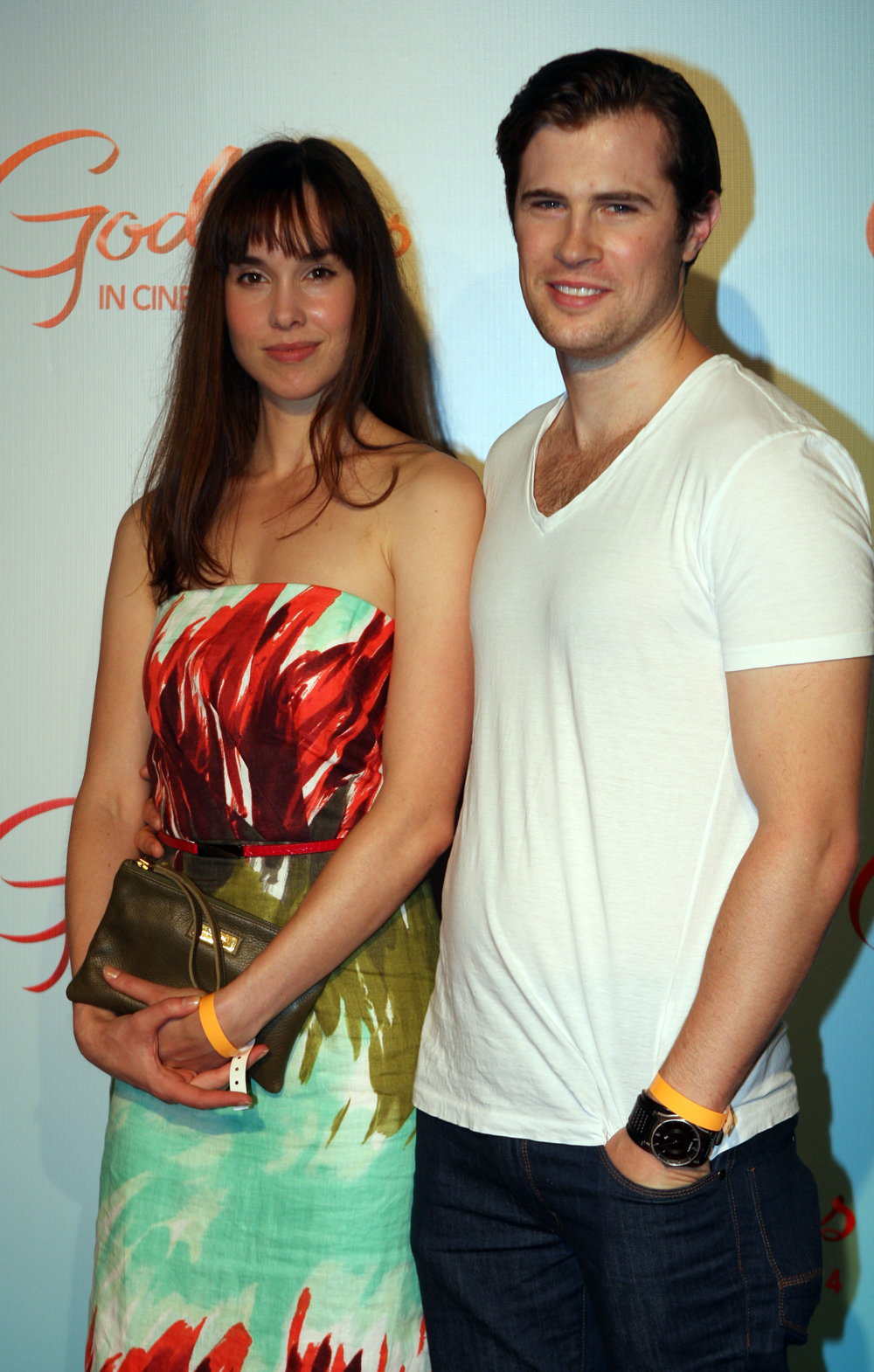
David Berry interprète John Grey
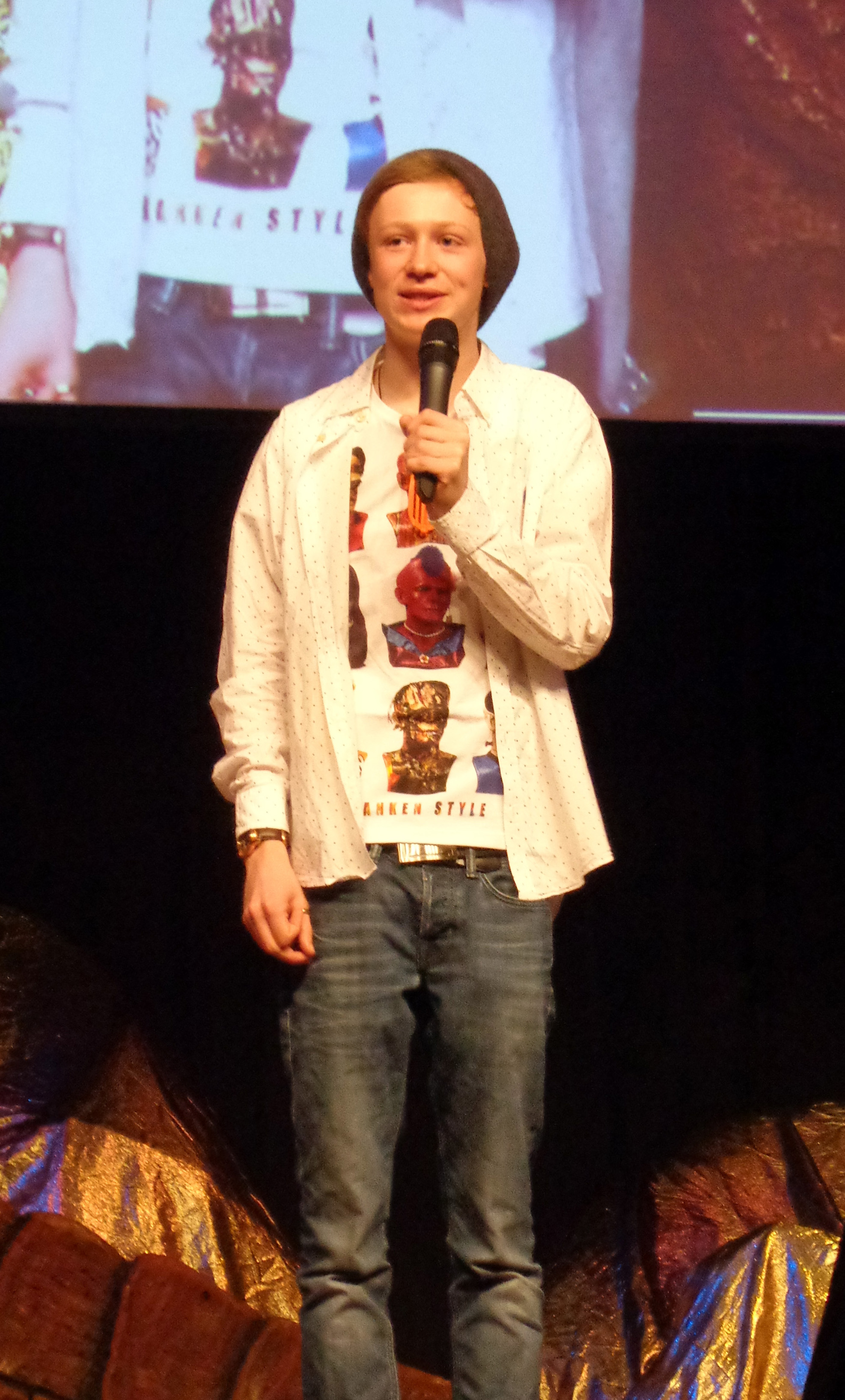
John Bell interprète Ian Fraser Murray
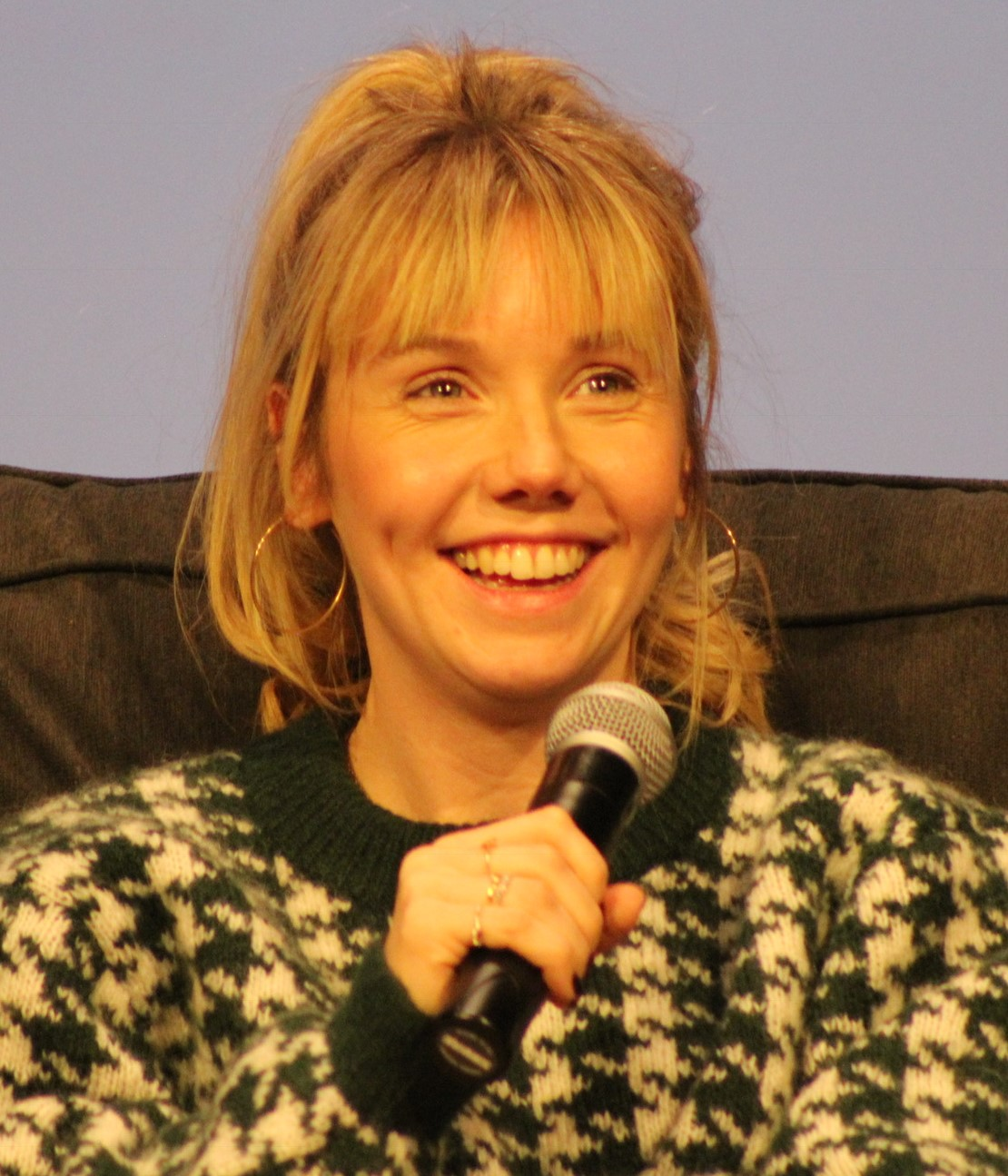
Lauren Lyle interprète Marsali McKimmie Fraser
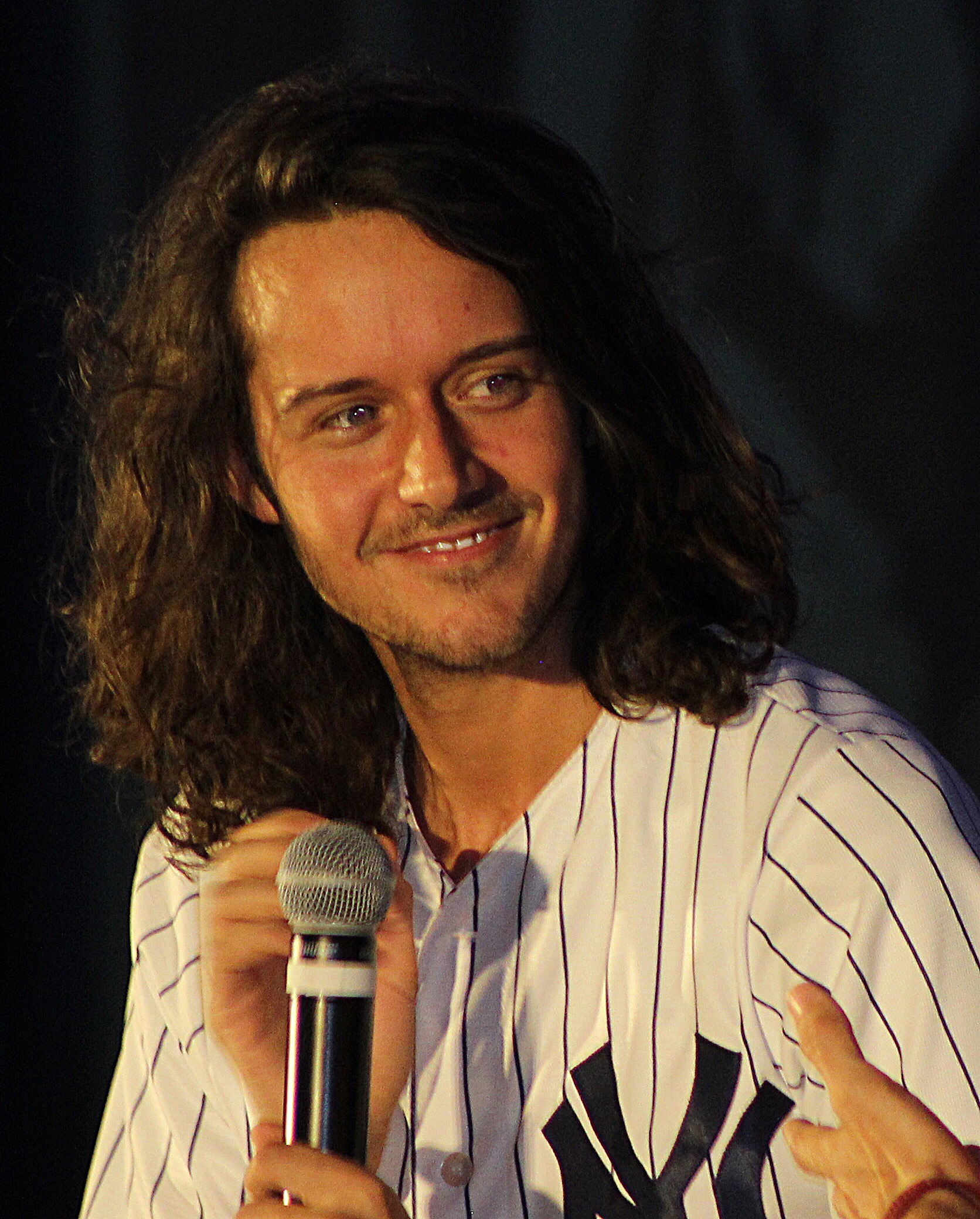
César Domboy interprète Claude « Fergus » Fraser

### Anciens acteurs principaux
- Tobias Menzies (VFB : Simon Duprez) : Frank / Jonathan « Jack » Randall (saisons 1 à 3 et invité saison 4)
- Graham McTavish (VFB : Jean-Michel Vovk) : Dougal MacKenzie (saisons 1, 2, 7) et Buck MacKenzie (saison 5 - épisodes 7 et 8)
- Lotte Verbeek (VFB : Marie Van Ermengem) : Geillis Duncan (saisons 1 à 3 et 7)
- Gary Lewis (VFB : Robert Guilmard) : Colum MacKenzie (saisons 1 et 2)
- Bill Paterson (VFB : Patrick Donnay) : Ned Gowan (saisons 1 et 3)
- Grant O'Rourke (VFB : Sébastien Hébrant) : Rupert MacKenzie (saisons 1 et 2)
- Stephen Martin Walters (en) (VFB : Camille Pistone) : Angus Mhor (saisons 1 et 2)
- Simon Callow (VFB : Philippe Résimont) : le Duc de Sandringham (saisons 1 et 2)
- Dominique Pinon (VFB : lui-même) : Master Raymond (saison 2)
- Stanley Weber (VFB : lui-même) : le Comte St. Germain (saison 2)
- Clive Russell (VFB : Michel Hinderyckx) : Simon Fraser, Lord Lovat (saison 2)
- Rosie Day (en) (VFB : Élisabeth Guinand) : Mary Hawkins (saison 2)
- Frances de la Tour (VFB : Myriam Thyrion) : Mère Hildegarde (saison 2)
- Andrew Gower (en) (VF : Maxime Donnay) : le Prince Charles Stuart (saisons 2 et 3)
- Richard Dillane : Capitaine Raines (saison 3)
- Ed Speleers (VFB : Jonathan Simon) : Stephen Bonnet (saison 4 et 5)
- Natalie Simpson : Phaedre (saison 4)
- Tantoo Cardinal : Adawehi (saison 4)
- Braeden Clarke (VFB : Sébastien Hébrant) : Kaheroton (saison 4 et 6)
- Gregory Dominic Odjig : Satehoronies (saison 4)
- Billy Boyd (VFB : Tony Beck) : Gerald Forbes (saisons 4 et 5)
- Carmen Moore (VFB : Cathy Boquet) : Wahkatiiosta (saison 4 et 6)
- Tom Jackson (VFB : Jean-Michel Vovk) : Tehwahsehwkwe (saison 4) et 6
- Yan Tual : Père Alexandre Ferigault (saison 4)
- Sera-Lys McArthur : Johiehon (saison 4)
- Chris Larkin (VFB : Patrick Waleffe) : Richard Brown (saison 5, invité saison 6)
- Ned Dennehy (VFB : Jean-Michel Vovk) : Lionel Brown (saison 5)

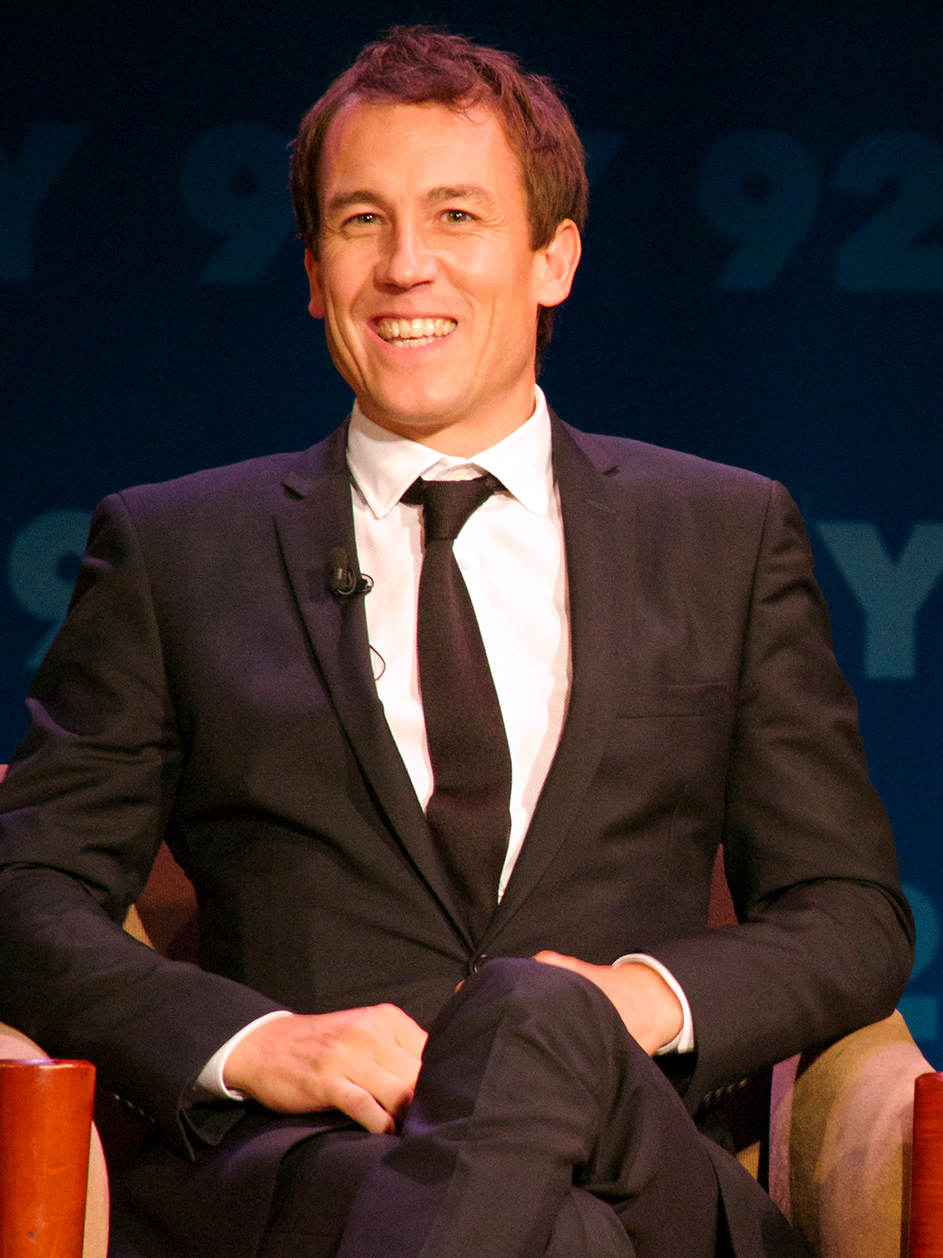
Tobias Menzies interprète Frank / Jonathan « Jack » Randall
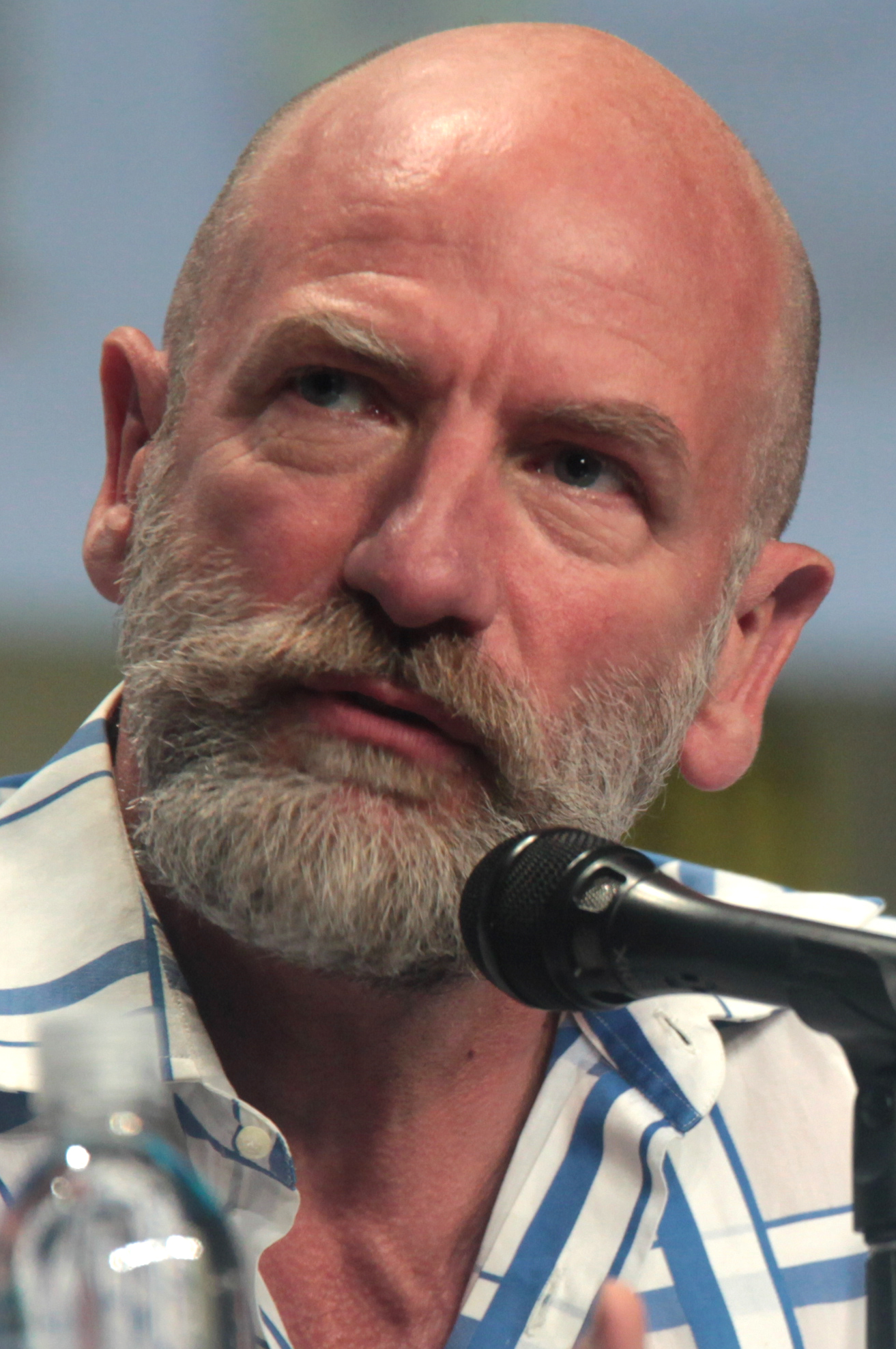
Graham McTavish interprète Dougal MacKenzie
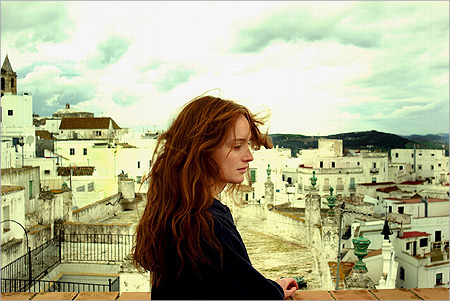
Lotte Verbeek interprète Geillis Duncan
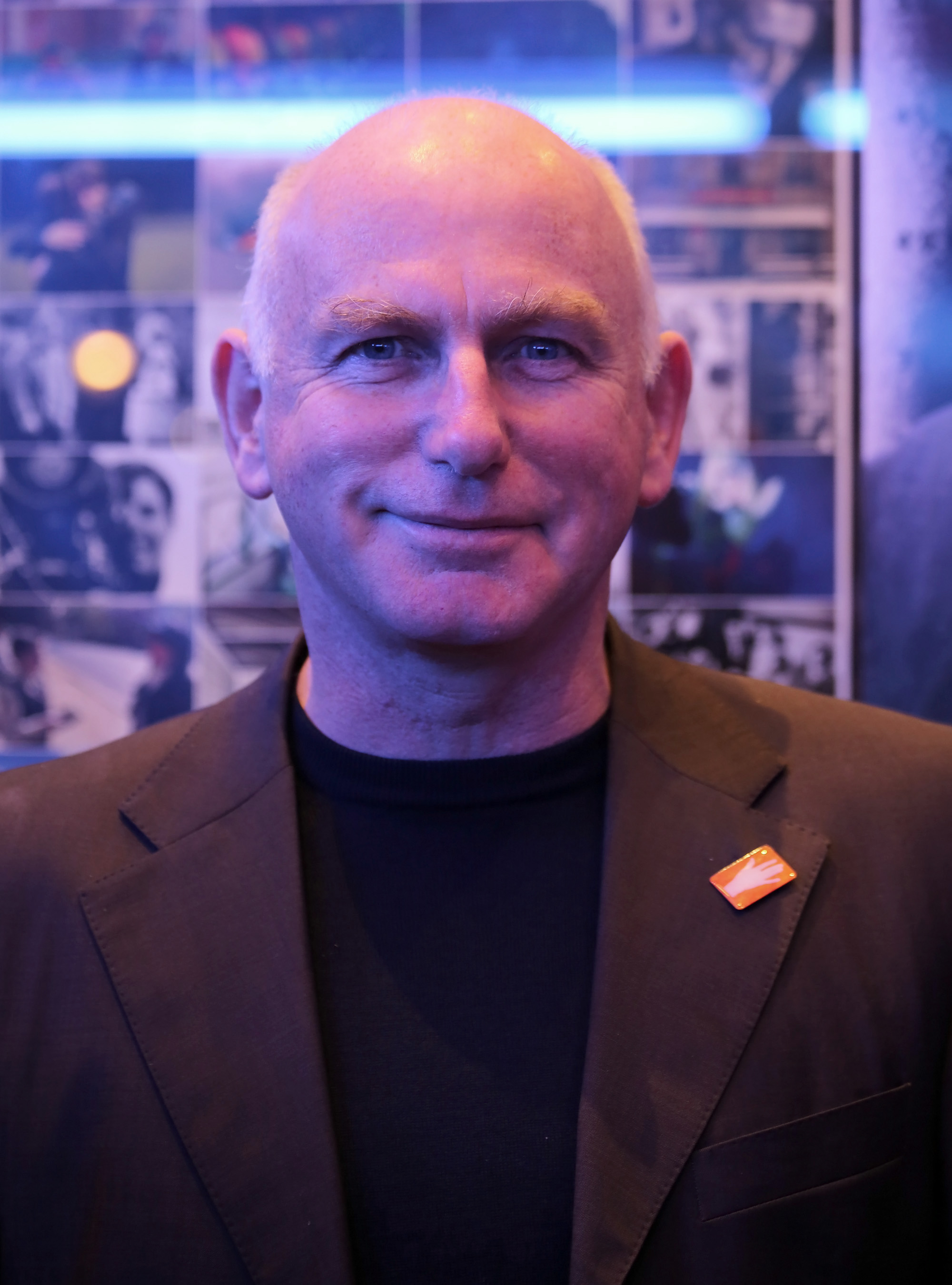
Gary Lewis interprète Colum MacKenzie
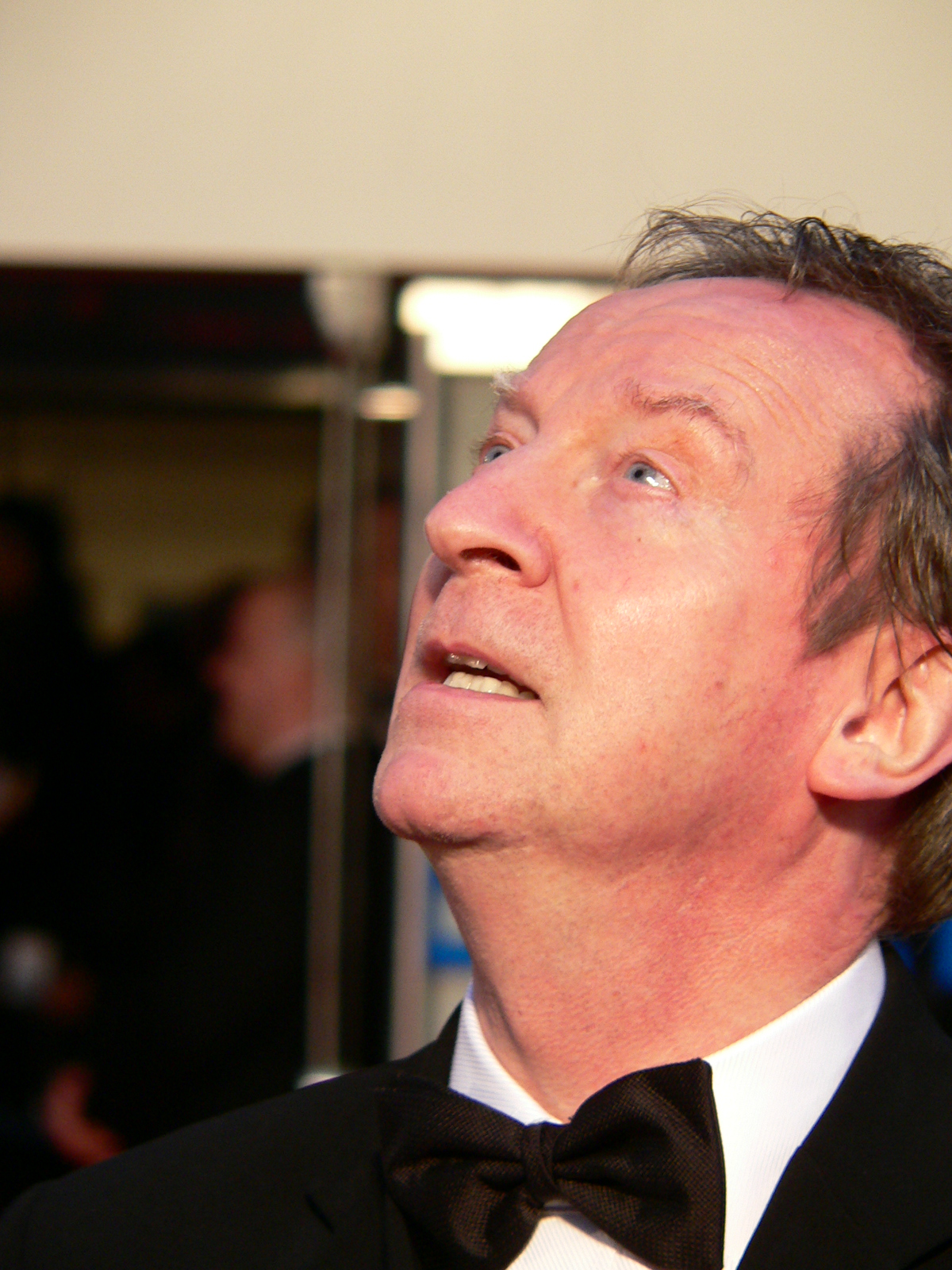
Bill Paterson interprète Ned Gowan
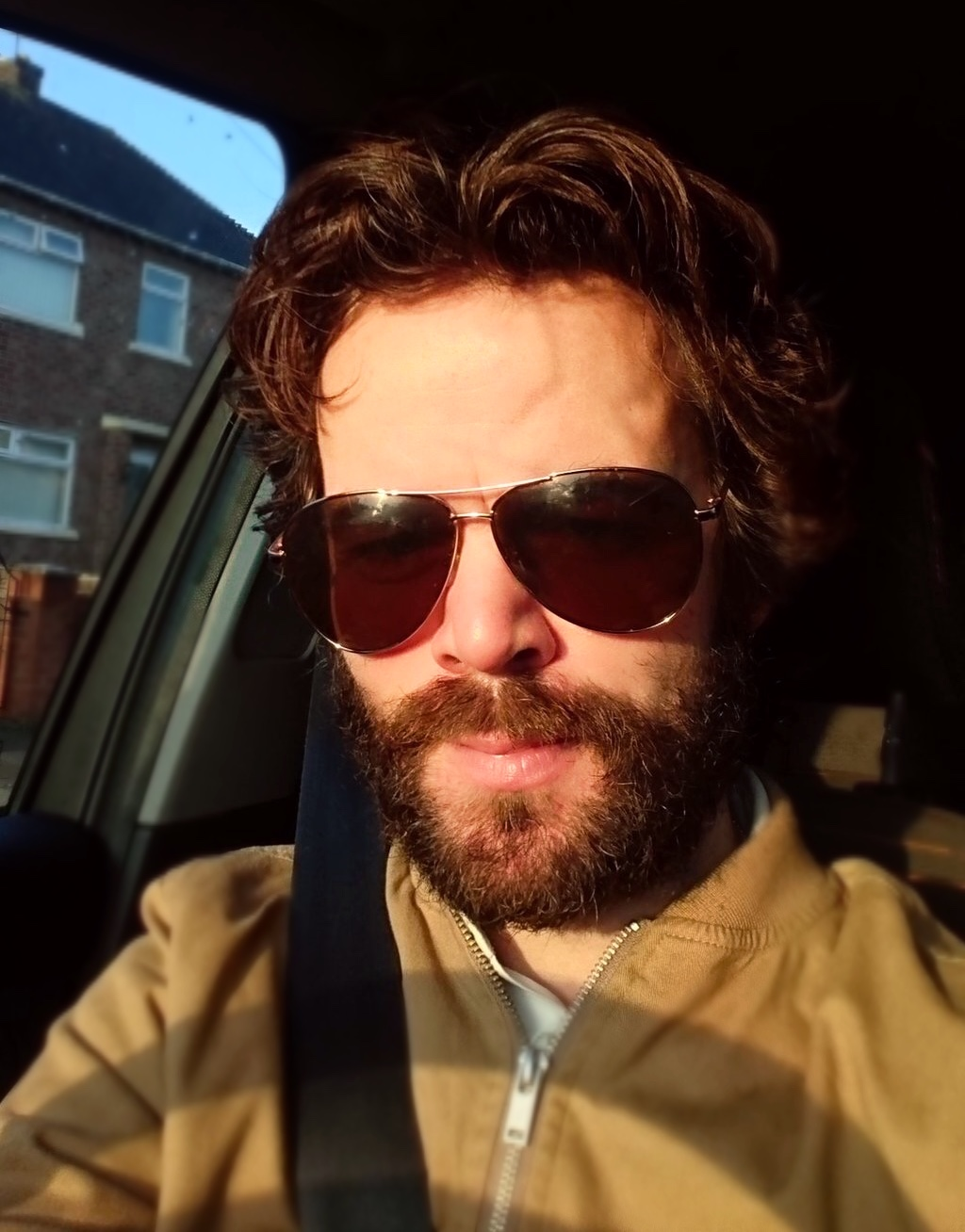
Stephen Martin Walters (en) interprète Angus Mhor
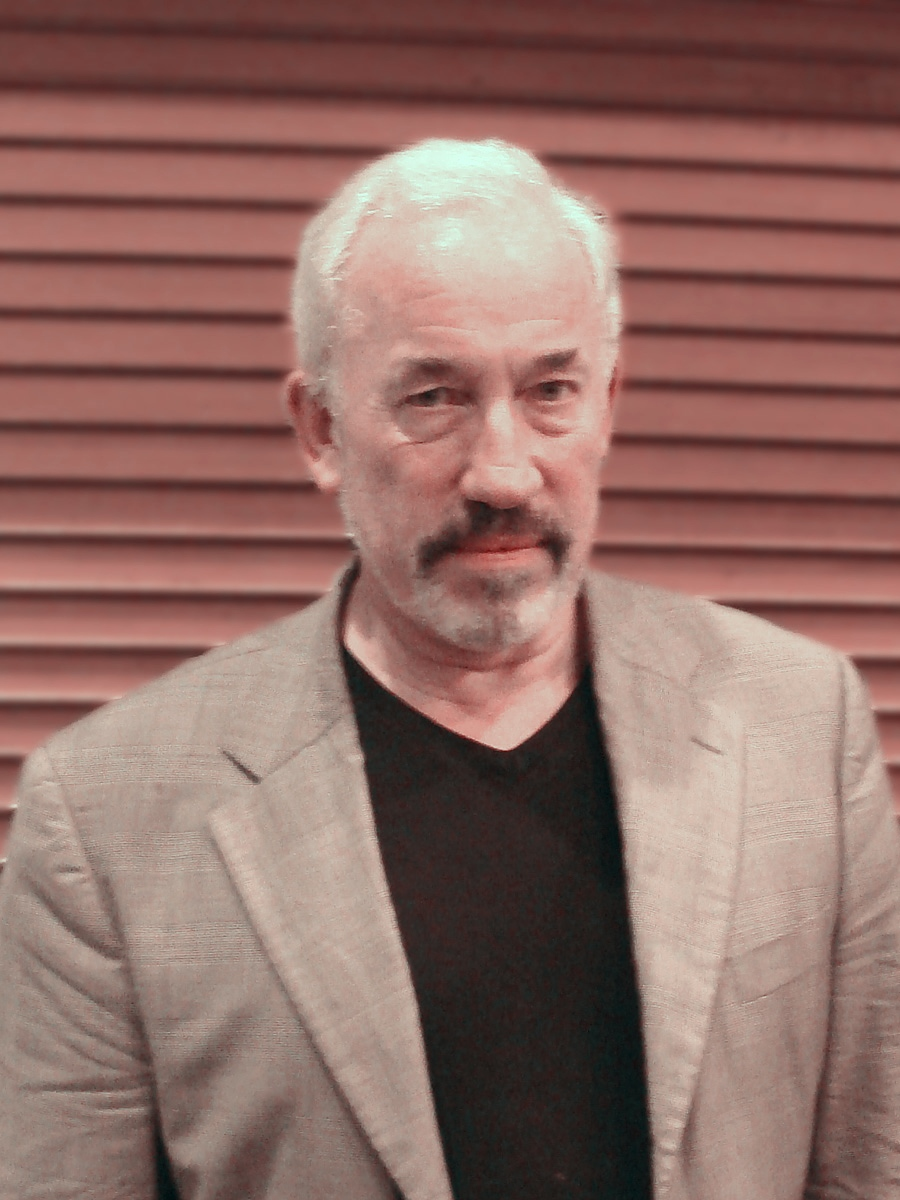
Simon Callow interprète Sandringham
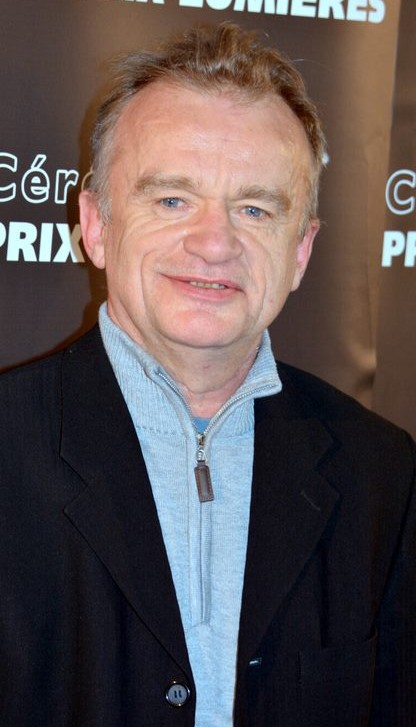
Dominique Pinon interprète Master Raymond
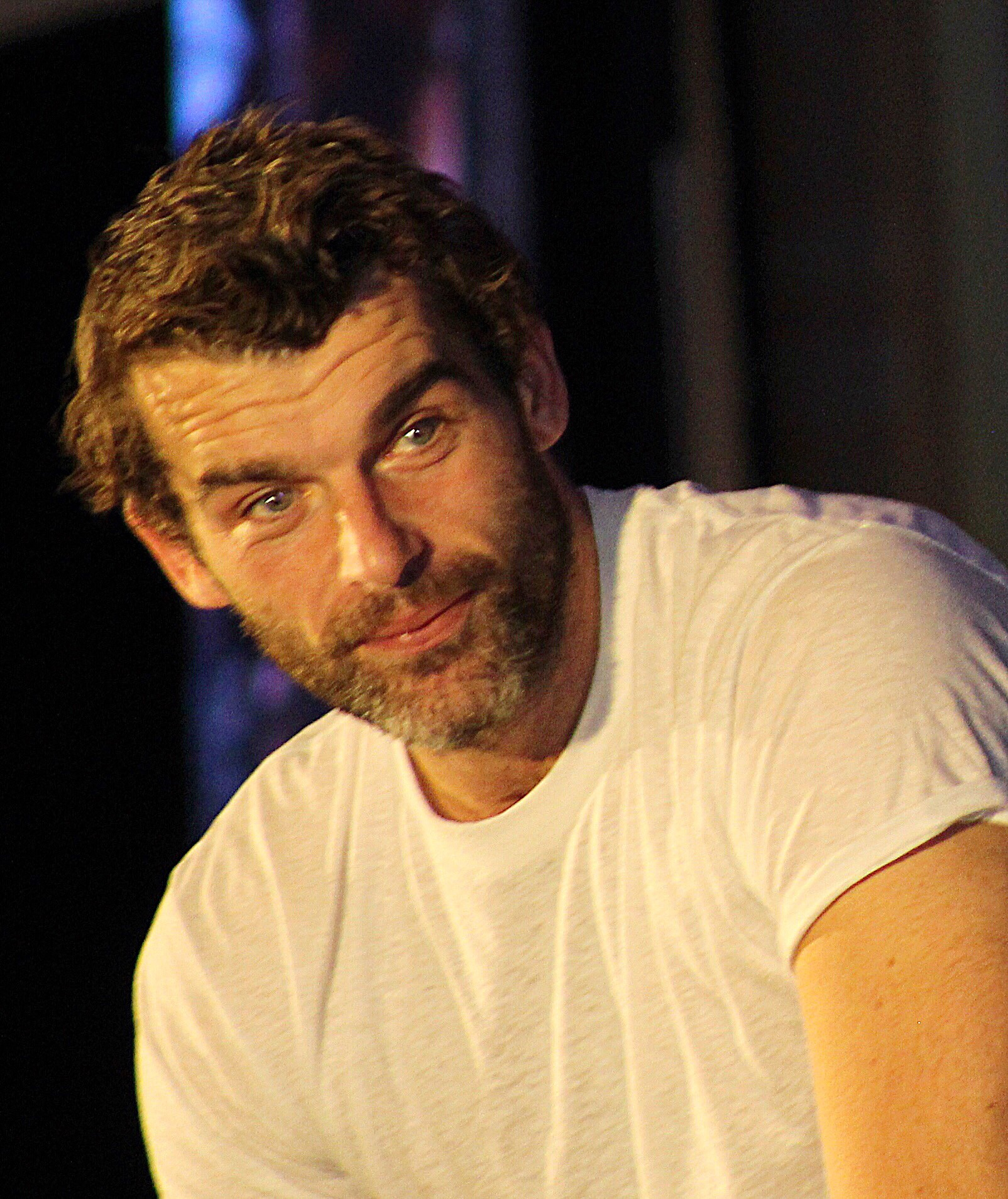
Stanley Weber interprète Comte St. Germain
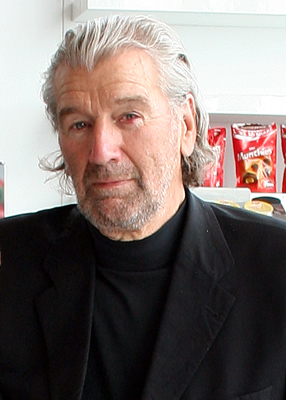
Clive Russell interprète Simon Fraser, Lord Lovat
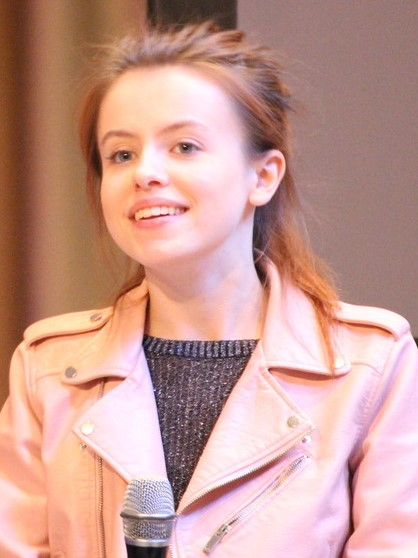
Rosie Day interprète Mary Hawkins
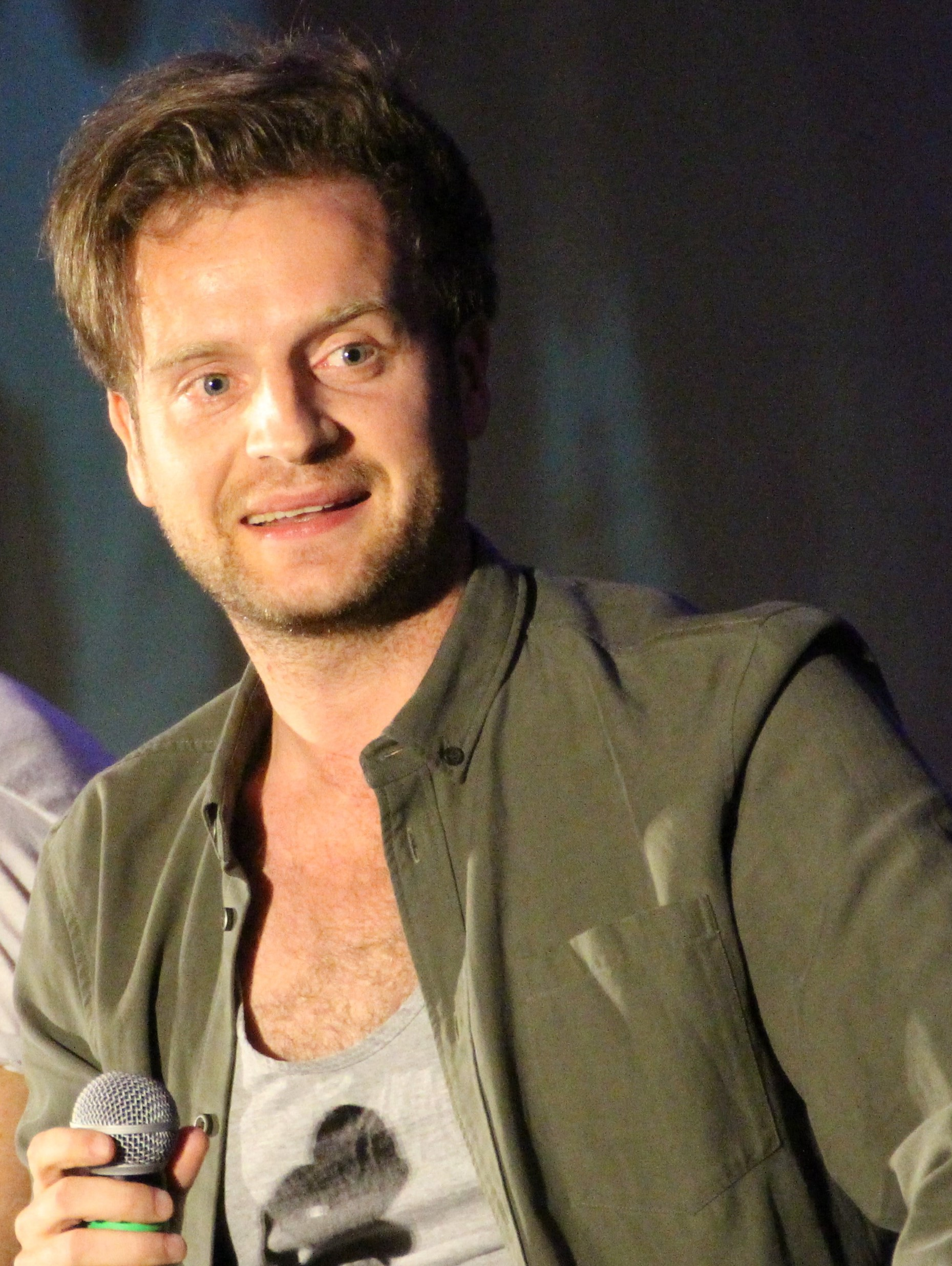
Andrew Gower (en) interprète Charles Stuart

### Acteurs récurrents
Introduits lors de la saison 1
- Annette Badland (VFB : Nathalie Hons) : Madame Fitzgibbons (saison 1 uniquement)
- James Fleet (VFB : Patrick Waleffe) : Révérend Reginald Wakefield
- Tracey Wilkinson (VFB : Fabienne Loriaux) : Madame Graham
- Aislín McGuckin : Letitia MacKenzie (saison 1 uniquement)
- Roderick Gilkison : Hamish MacKenzie (saison 1 uniquement)
- Finn Den Hertog (VFB : Thibaut Delmotte) : Willie (saison 1 uniquement)
- Tim McInnerny : Père Bain (saison 1 uniquement)
- Douglas Henshall (VFB : Erwin Grünspan) : Taran MacQuarrie (saison 1 uniquement)
- Simon Meacock : Hugh Munro
- Edmund Digby-Jones : Corporal Hawkins (saison 1 uniquement)
- Frazer Hines : Sir Fletcher Gordon (saison 1 uniquement)
- Lochlann O'Mearain : Horrocks (saison 1 uniquement)

Introduits lors de la saison 2
- Robert Cavanah : Jared Fraser
- Margaux Châtelier : Annalise de Marillac
- Laurence Dobiesz (VFB : Alexis Flamant) : Alexander « Alex » Randall (saison 2 uniquement)
- Claire Sermonne (VF : elle-même) : Louise de La Tour, marquise de Rohan
- Oscar Kennedy : Lord John William Grey
- Lionel Lingelser (VF : lui-même) : le Roi Louis XV de France
- Romann Berrux (VFB : Arthur Dubois) : Claude / Fergus enfant
- Audrey Brisson : Sœur Angelique
- Marc Duret (VF : lui-même) : Joseph Duverney
- Gaia Weiss : Comtesse de St. Germain
- Michelle Belgrand (VF : elle-même) : Mme Elise
- Adrienne-Marie Zitt (VFB : Sophie Landresse) : Suzette
- Marième Diouf : Delphine

Introduits lors de la saison 3
- Sam Hoare : Capitaine Harold « Hal » Grey
- Will Johnson (VFB : Franck Dacquin) : Dr Joe Abernathy
- Hannah James : Geneva Dunsany
- Tanya Reynolds : Isobel Dunsany
- Gary Young : Mr Willoughby / Yi Tien Cho
- Charlie Hiett : Capitaine Thomas Leonard

Introduits lors de la saison 4
- Tim Downie (VFB : Laurent Vernin) : Gouverneur Tryon (saisons 4 et 5)
- Kyle Rees (VFB : Martin Spinhayer) : John Quincy Myers (saisons 4 et 5)
- Natalie Simpson : Phaedre

Introduits lors de la saison 5
- Chris Donald (VFB : Karim Barras) : Philip Wylie (invité saison 4)
- Robin Scott (VFB : Jaïdee Paganini) : Germain Fraser (invité saison 6)
- Paul Gorman (VFB : Bruno Borsu) : Josiah Beardsley
- Michael D. Xavier	(VFB : Antoni Lo Presti) : Lieutenant Hamilton Knox
- Jon Tarcy (VFB : Thibaut Delmotte) : Isaiah Morton

Introduits lors de la saison 6
- Jessica Reynolds (VFB : Béatrice Wegnez) : Malva Christie
- Alexander Vlahos () : Allan Christie
- Robin Laing (VFB : Antoni Lo Presti) : Major MacDonald
- Jay Villiers (VFB : Jean-Paul Landresse) : Harry Quarry
- Michael Geary (VFB : Michel Hinderyckx) : Scotchee Cameron
- Eugene O'Hare (VFB : Vincent Minnie) : Governor Josiah Martin
- Shauna Macdonald (VFB : Élisabeth Guinand) : Flora MacDonald
- James Weber Brown (VFB : Franck Dacquin) : Cornelius Harnett

Introduits lors de la saison 7
- Charles Vandervaart : William Ransom

- Version française
  - Société de doublage : Dubbing Brothers Belgique
  - Direction artistique : Jennifer Baré
  - Adaptation des dialogues : Philippe Laurent

Source VF : DSD et Générique de fin

## Production
En juillet 2012, il a été signalé que Sony Pictures Television avait obtenu les droits de la série Outlander de Diana Gabaldon, avec Ronald D.Moore attaché au développement du projet et à la production avec Jim Kohlberg. Sony a conclu l'accord avec Starz en novembre 2012 et Moore a embauché une équipe de rédaction en avril 2013.
En juin 2013, Starz a annoncé la production d'une saison de seize épisodes pour le mois d'octobre 2013, d'après les romans de Diana Gabaldon,. Le PDG de Starz, Chris Albrecht, a déclaré plus tard qu'il avait donné le feu vert à plusieurs projets de genre, dont Outlander, pour orienter le développement de la série du réseau vers des publics qui étaient mal desservis afin de générer une véritable base de fans fervents qui deviendrait alors le genre de groupe de défense des émissions. Appelant cela « un type de spectacle différent de celui qui a jamais été présenté, dans ma mémoire », Chris Albrecht pensait que la combinaison de fantasy, d'action, d'une forte romance centrale et d'une orientation féministe d’Outlander le distinguerait.
Après la seule diffusion du pilote, la série est renouvelée pour une seconde saison d'au moins treize épisodes le 15 août 2014,.
Le 1er juin 2016, la série est renouvelée pour deux saisons soit pour une saison 3 et une saison 4.
Le 9 mai 2018, la série est renouvelée pour deux saisons, soit une saison 5 et une saison 6.
Le 14 mars 2021, la série est renouvelée pour une saison 7 de douze épisodes.
Le 1er juin 2021, il est annoncé que la saison 6 comptera huit épisodes, tandis que la saison 7 sera étendue de quatre épisodes, soit seize épisodes au total. Cette décision a été prise en raison des complications liées aux conditions sanitaires complexes lors du tournage, en raison de la pandémie de COVID-19.
Entre février 2022 et août 2022, le développement d'une série préquelle est annoncée, centrée sur Brian et Ellen Fraser, les parents de Jamie Fraser, et intitulée Outlander: Blood of My Blood.
Le 19 janvier 2023, la série préquelle Outlander: Blood of My Blood est officiellement commandée et composée de dix épisodes tandis que la série Outlander est renouvelée pour une huitième et dernière saison de dix épisodes. 
Le 23 mars 2023, il est annoncé que la septième saison sera diffusée en deux parties à partir du 16 juin 2023 pour la première et à partir du 22 novembre 2024 pour la deuxième.

### Adaptation et scénario
L'auteur, Diana Gabaldon, est consultante sur la série.
Le créateur et producteur, Ronald D. Moore – plus connu pour son travail sur la reprise de la série Battlestar Galactica – explique à propos du pilote que « nous avons ajouté un grand nombre de choses dans les 30-40 premières minutes qui n’étaient pas dans les romans, ou qui sont plutôt des compilations de ce qui se passe plus tard dans les livres. » Il a ajouté qu'il n'a pas souhaité représenter le voyage dans le temps de la manière classique habituellement utilisée dans la science-fiction. Il décrit l'adaptation de la première saison comme étant très linéaire : « c'est la même structure un peu partout ; Claire essaye de rentrer chez elle, puis elle rencontre ce gars, puis elle en tombe amoureuse, puis elle est emprisonnée. » Commentant le ton bien plus sombre de la deuxième partie de la première saison, il explique que « l'histoire devient de plus en plus compliquée et le chemin émotionnel de plus en plus tortueux. »

### Attribution des rôles

#### Saison 1
Le 9 juillet 2013, Sam Heughan est engagé pour interpréter le rôle de Jamie Fraser, et Tobias Menzies est engagé le 8 août pour le double-rôle de Frank et Jonathan Randall. Le 4 septembre, Graham McTavish et Gary Lewis rejoignent la distribution dans les rôles des frères Dougal et Colum MacKenzie. Le 11 septembre, l'actrice irlandaise Caitriona Balfe est engagée pour le rôle principal de Claire Randall.
L'auteur Diana Gabaldon fait un caméo dans l'épisode The Gathering dans le rôle d'Iona MacTavish. En août 2014, Frazer Hines est engagé pour une courte apparition dans le rôle d'un directeur de prison ; de 1966 à 1969, Hines a incarné Jamie McCrimmon dans Doctor Who, et c'est de son personnage que Diana Gabaldon s'est inspirée pour créer le personnage de Jamie Fraser dans ses romans.

#### Saison 2
En juin 2015, l'attribution des rôles principaux, récurrents et invités de la deuxième saison a repris : Stanley Weber, Robert Cavanah, Dominique Pinon, Rosie Day, Margaux Chatelier, Laurence Dobiesz, Claire Sermonne, Frances de la Tour, Oscar Kennedy, Richard Rankin, et Sophie Skelton.

#### Saison 3
L'attribution des rôles de la saison 3 a débuté en septembre 2016 pour des rôles principaux, récurrents et invités : John Bell, Wil Johnson, César Domboy, Lauren Lyle, David Berry, Hannah James, Tanya Reynolds, Gary Young et Charlie Hiett.

#### Saison 4
L'attribution des rôles de la saison 4 a débuté en octobre 2017 pour des rôles principaux, récurrents et invités : Maria Doyle Kennedy, Ed Speleers.

### Tournage

#### Saison 1

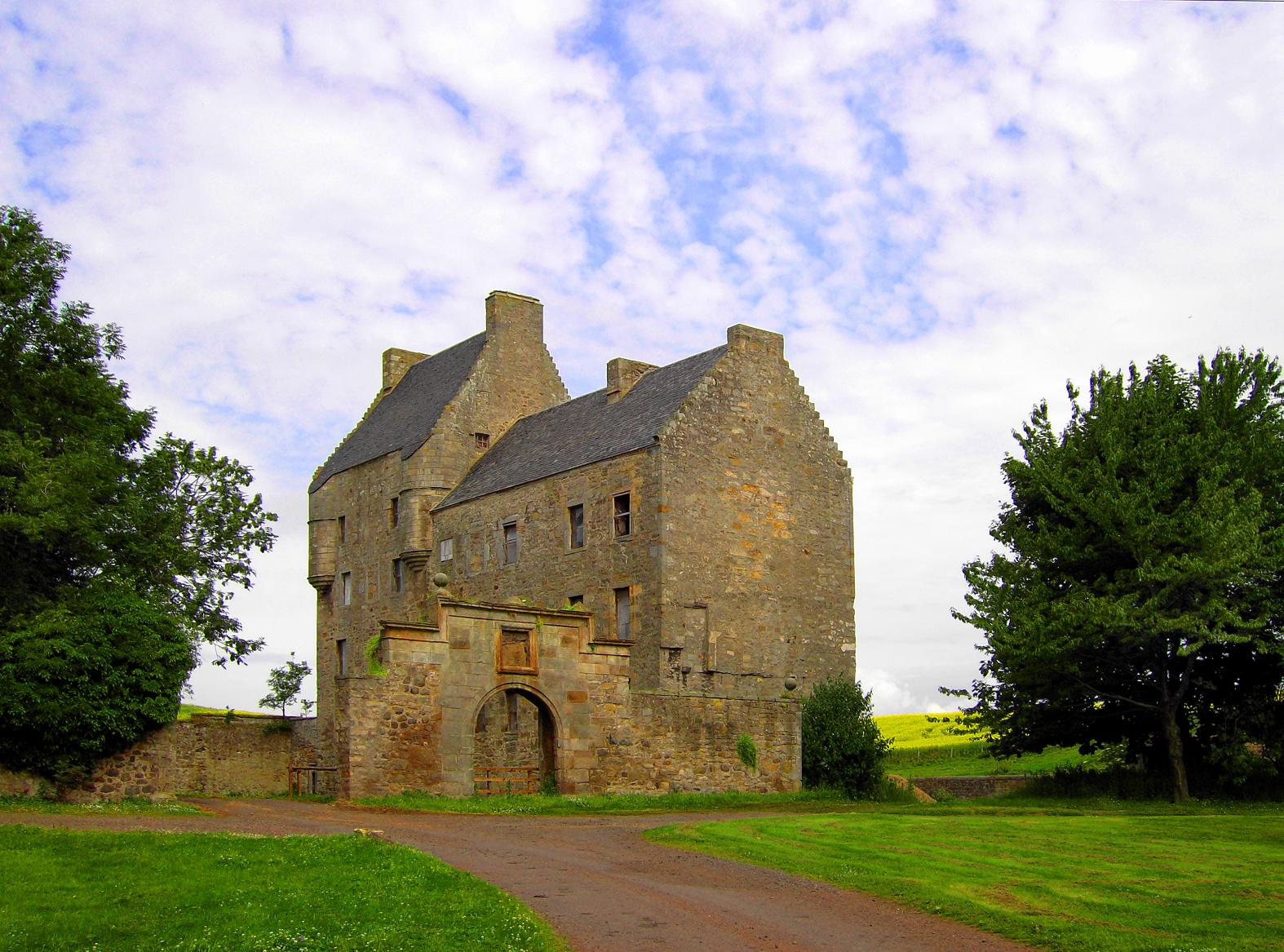
Lallybroch (Midhope Castle)
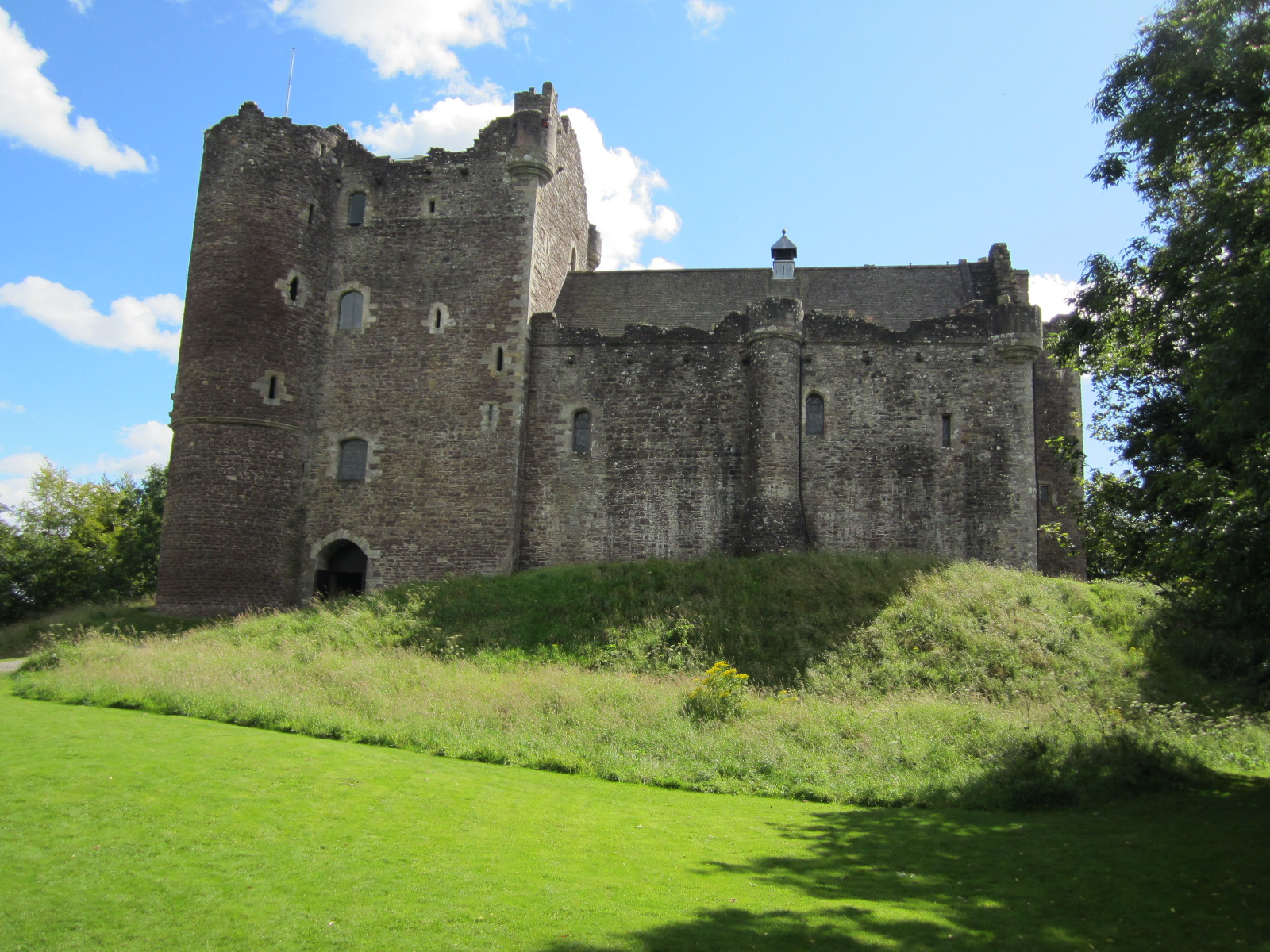
Château de Leoch (Château de Doune)
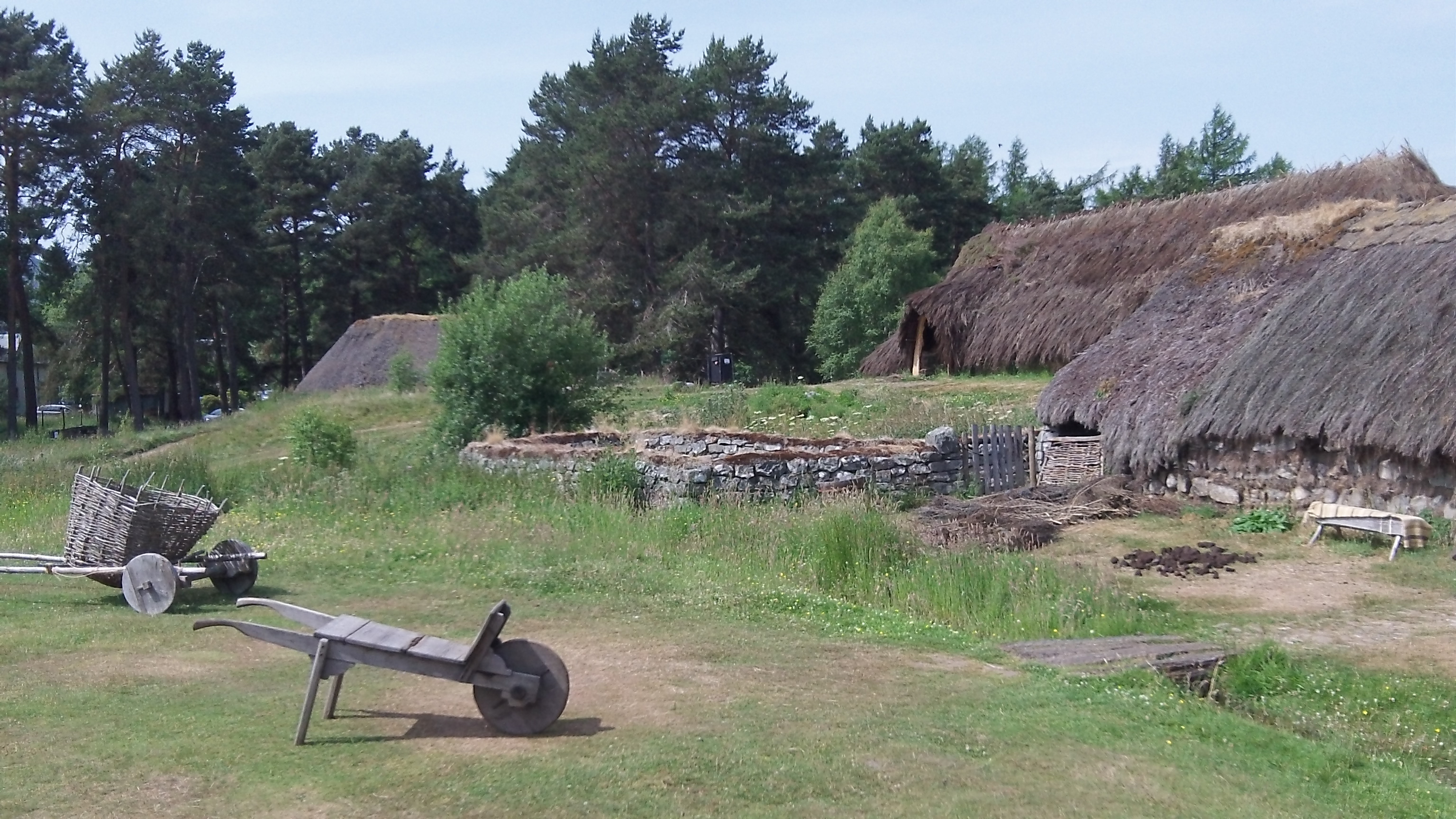
Highland Folk Museum (en) (Un village Mackenzie)
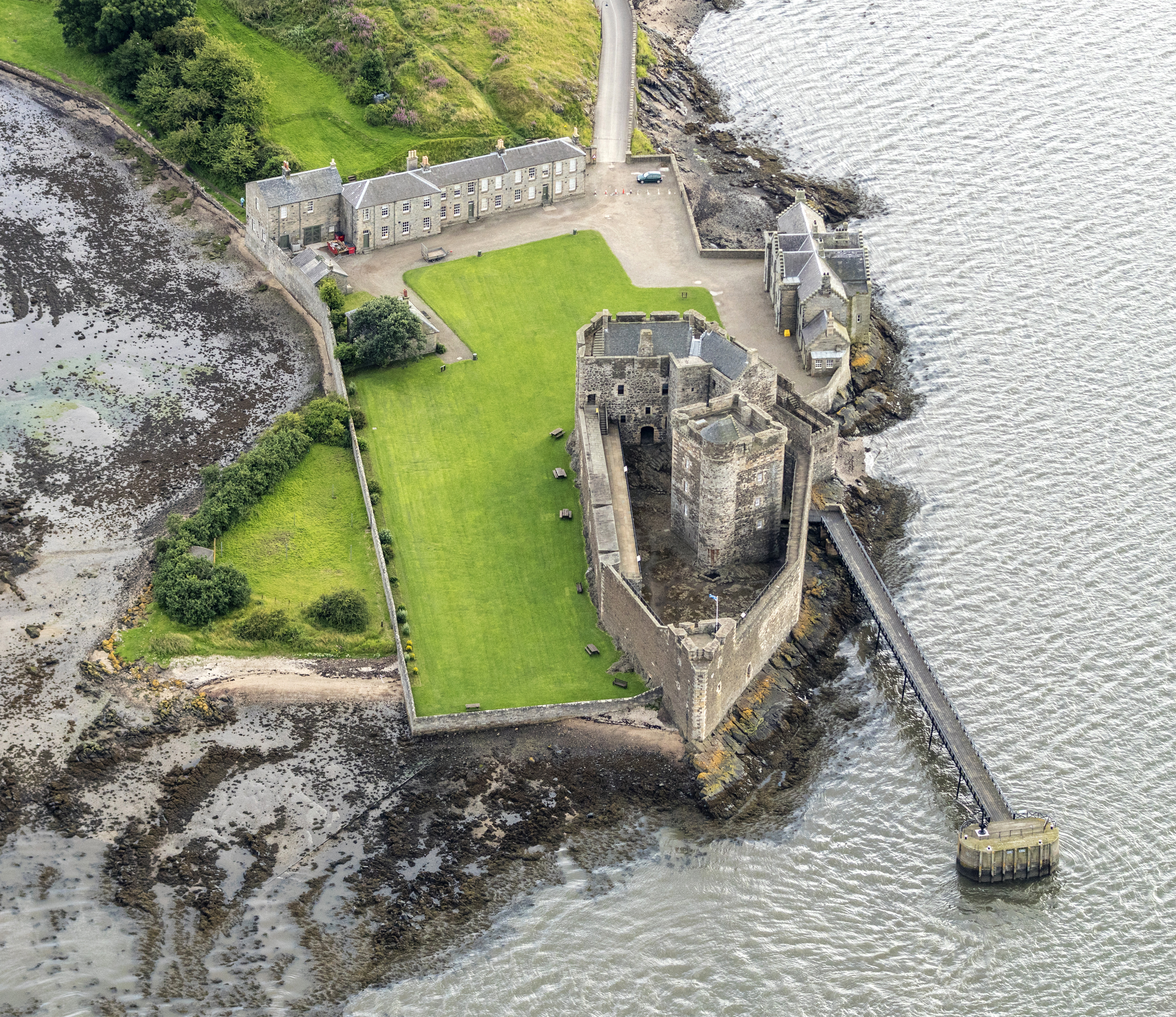
Fort William (Château de Blackness)

Le tournage débute en Écosse en octobre 2013 et se termine en septembre 2014. Les scènes se déroulant à l'intérieur sont tournées dans un ancien entrepôt dans la banlieue de Cumbernauld, dans le North Lanarkshire. Les autres lieux de tournage se partagent entre la ville de Falkland pour la ville d'Inverness, le château de Doune à Stirling (Castle Leoch), l’église de West Kirk (en) près de Culross (les ruines de Black Kirk), le village même de Culross (Cranesmuir), Midhope Castle (Lallybroch), le Château de Blackness (Fort William), Hopetoun House (Le château du Duc de Sandringham), le Palais de Linlithgow (la prison de Wentworth), Balgonie Castle (en) (refuge de Claire après Fort William), le Château d'Aberdour (refuge après l'évasion de Fort William), le moulin de l'East Lothian, Newtonmore (en) dans les Highlands, la forêt de Rothiemurchus (en) près d'Aviemore, une carrière de Bathgate et la petite ville d'Aberfoyle. Le site de Craigh na Dun n'existe pas mais se situe près de Kinloch Rannoch.

#### Saison 2

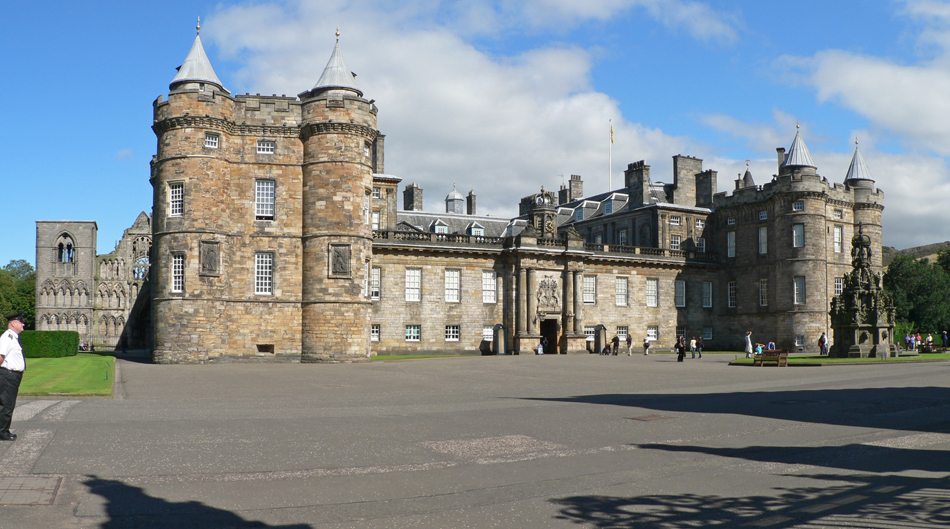
Palais de Holyrood
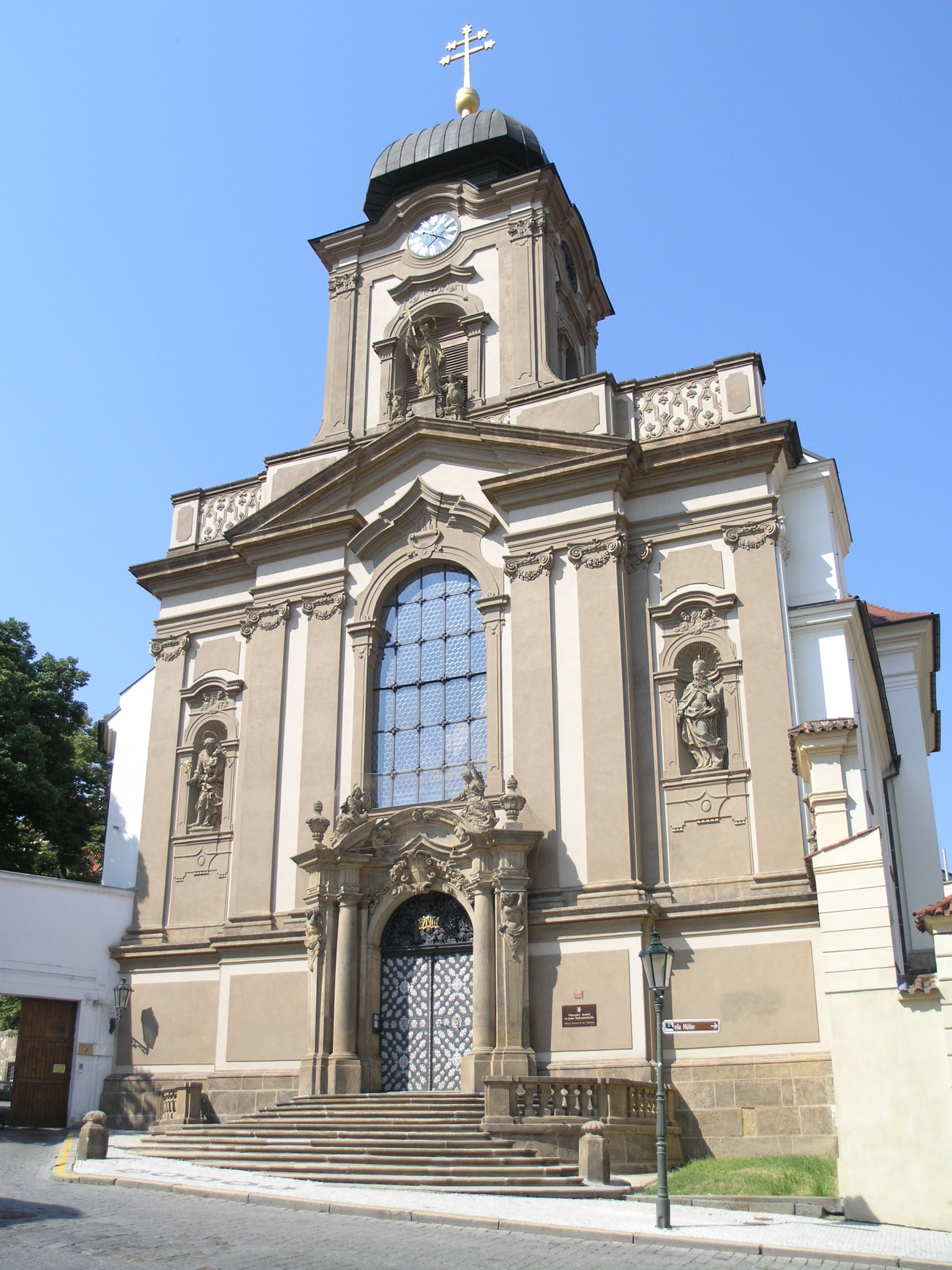
L'Église militaire de Saint Jean Népomucène (L'hôpital des Anges)
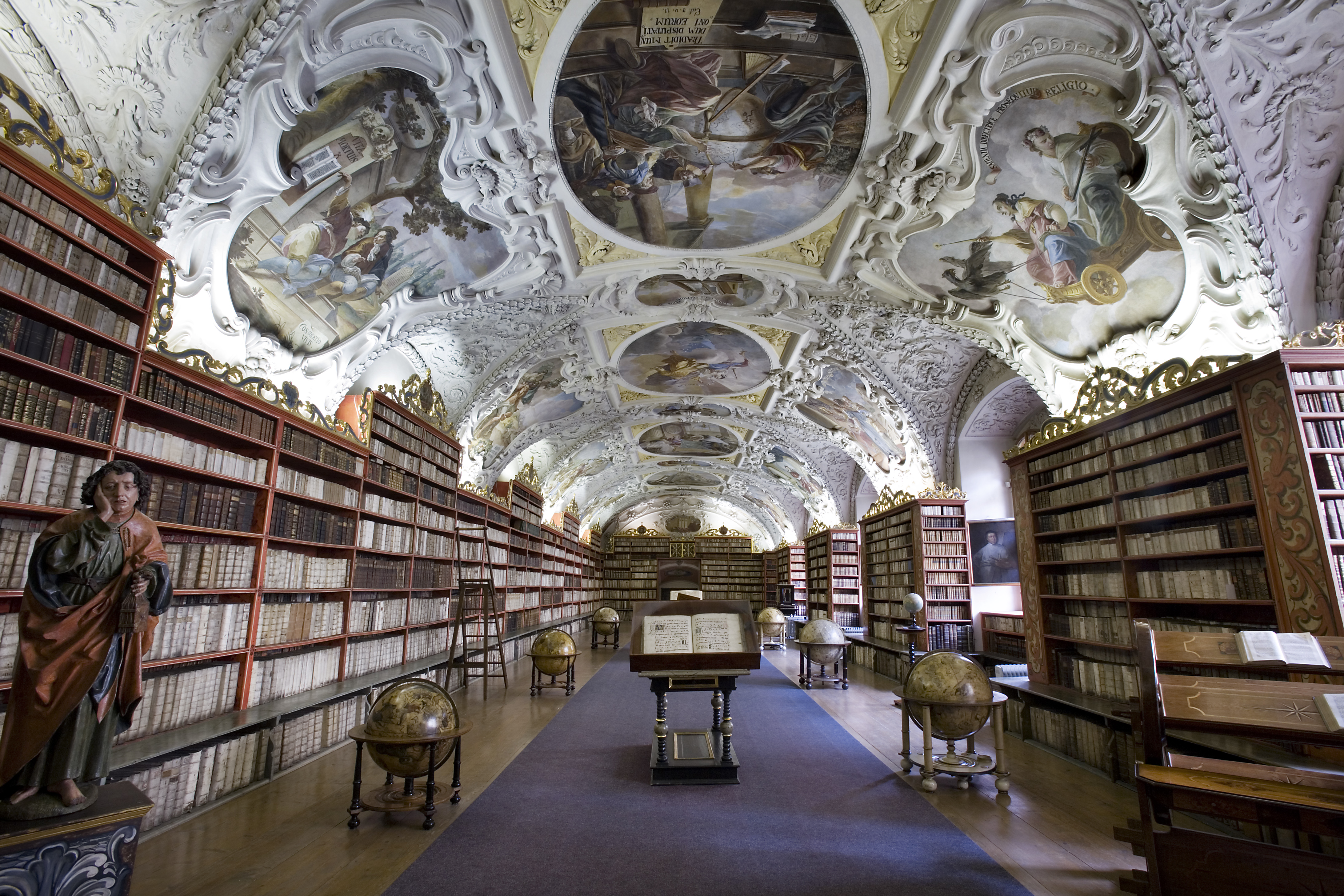
Bibliothèque du Monastère de Strahov (Bibliothèque du Château de Versailles)
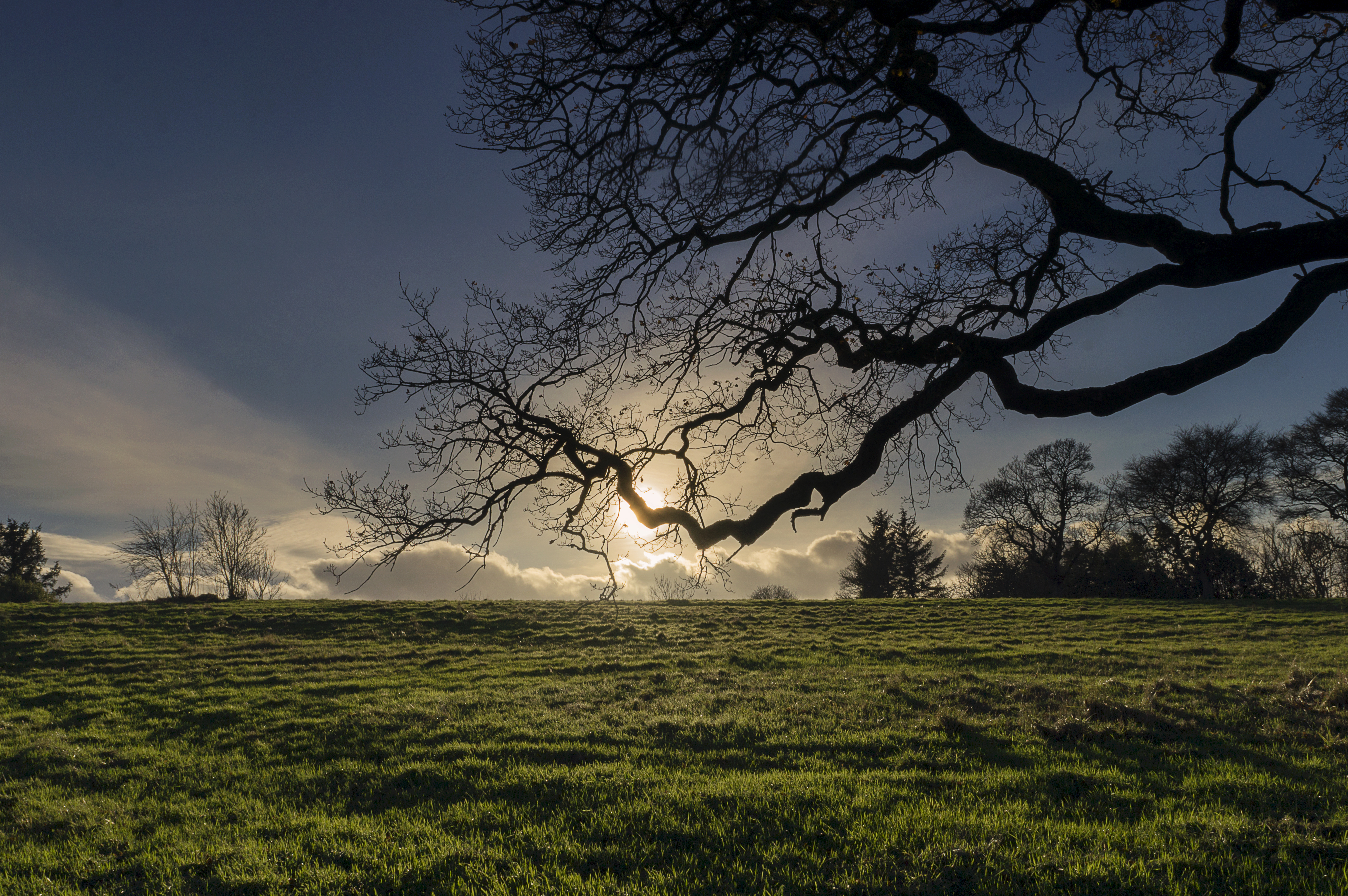
Muiravonside Country Park (en) (Bataille de Prestonpans)

Le tournage se déroule d'avril 2015 à avril 2016. L'action se déroulant dans le Paris du XVIIIe siècle, les décors sont recréés dans d'autres lieux. Certains intérieurs sont filmés dans les studios écossais de la série alors que Prague a servi de décors aux rues animées de Paris. Les scènes intérieures de Versailles et Paris sont tournées au château de Versailles, ainsi que dans divers palais du sud de l'Angleterre et d’Écosse qui ont gardé une architecture française : Gosford House, Château de Drummond (jardin du château de Versailles), la Bibliothèque du Monastère de Strahov à Prague (Bibliothèque du Château de Versailles), le Palais de Holyrood (résidence officielle de la Reine Élisabeth II), l'Hôpital des Anges a nécessité deux décors : l'Église Saint-Jean Népomucène à Prague pour les scènes extérieures et la Cathédrale Saint-Mungo de Glasgow pour les intérieures. La ville de Dysart représente Le Havre, Callendar House (en) : demeure du duc de Sandringham, Dean Castle (en) : demeure de Lord Lovat. Moore précise que la deuxième saison est visuellement très différente de la première, avec une « palette visuelle plus riche et plus dynamique », ajoutant que le spectateur va passer des maisons en bois brut et en pierre de l'Écosse à la finesse des appartements parisiens.

#### Saison 3

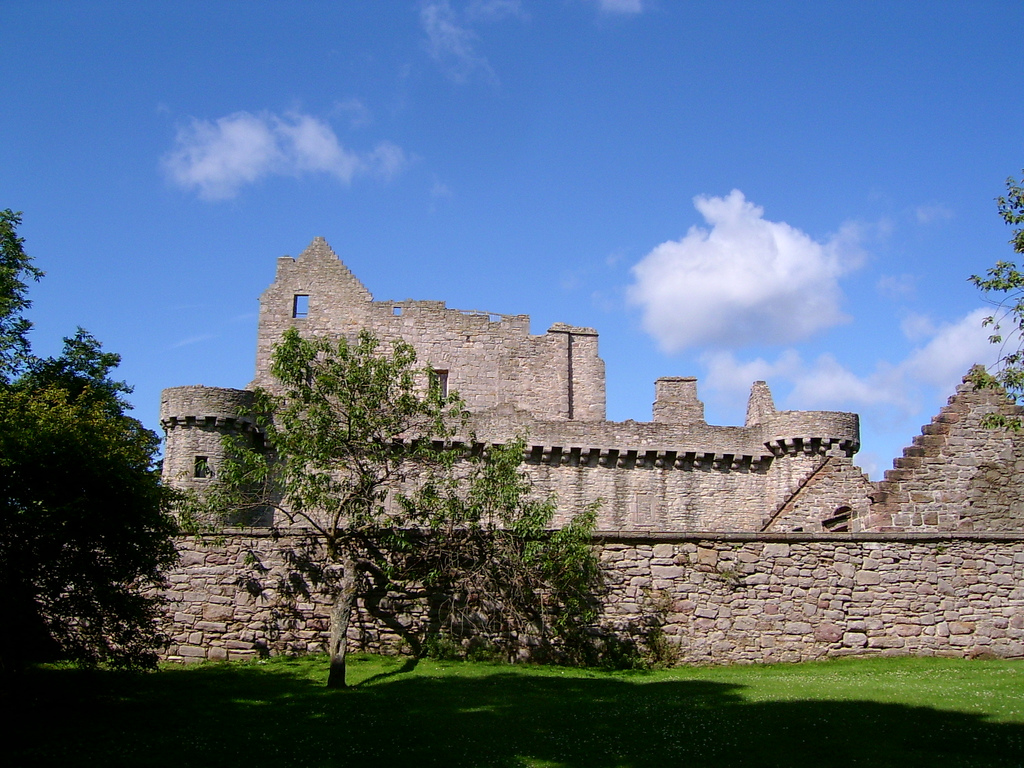
Château de Craigmillar (Prison d'Ardsmuir)
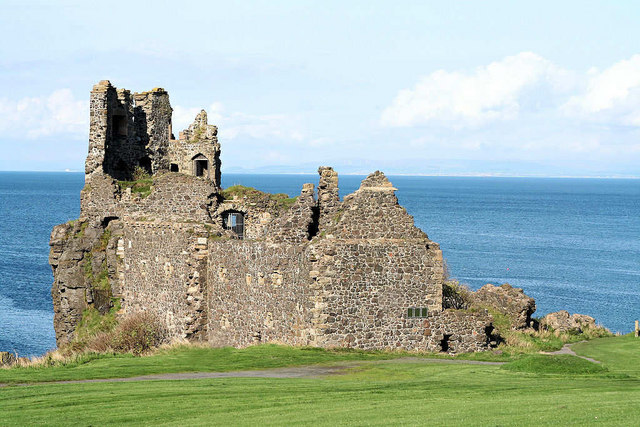
Château de Dunure (en)
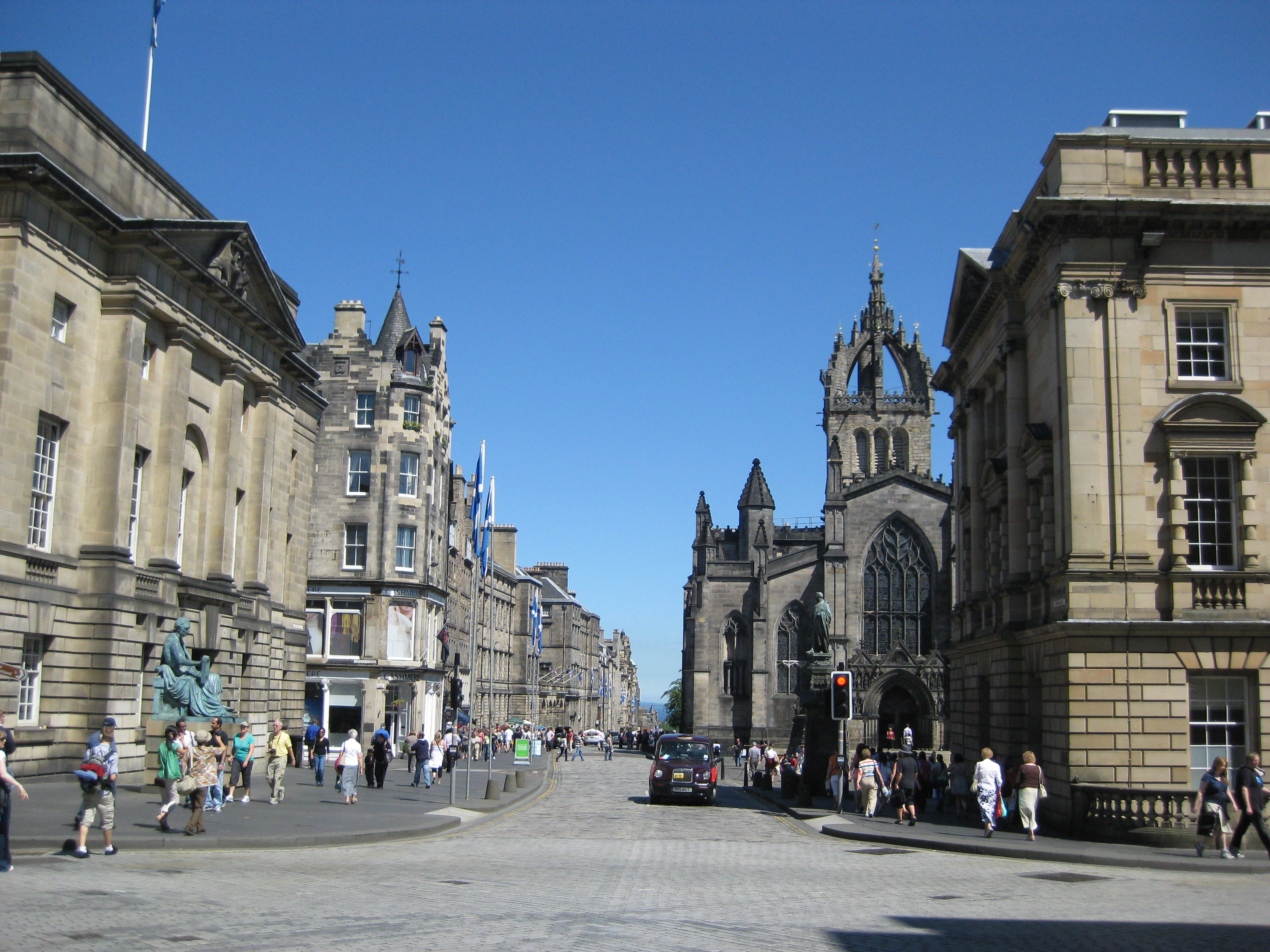
Royal Mile d'Edimbourg

Le tournage se déroule d'août 2016 à juin 2017 en Écosse. Les scènes ayant lieu à Boston sont tournées à Glasgow : Dowanhill Street (domicile de Claire et Frank), Glasgow Victoria Infirmary (en) où travaille Claire, celles de la prison d'Ardsmuir au Château de Craigmillar,, celles d'Edimbourg au Royal Mile, rue principale de la vieille ville d'Edimbourg. Le tournage se poursuit également dans la ville et au château de Dunure. Le périple en Jamaïque est tourné en Afrique du sud au Cap, afin de profiter des décors de la série Black Sails consacrée à l'âge d'or de la piraterie, série également produite par Starz, de mars 2017 à juin 2017,.

#### Saison 4
Le tournage débute en octobre 2017 en Écosse, où des paysages et lieux de l'Amérique du XVIIIe siècle sont recréés, et se termine en juillet 2018.

#### Saison 5
Le tournage de cette saison, qui se déroulera en majorité en Caroline du Nord, commence en Écosse, en avril 2019. La majorité du tournage sera conclu au Studios Wardpark.

#### Saison 6
Le tournage de la saison six devait commencer en mai 2020 mais a été retardé en raison de la pandémie de Covid-19 au Royaume-Uni. Finalement, il a pu débuter en janvier 2021 et s'est terminé au bout de cinq mois, en mai.

### Musique
La musique des épisodes est composée par Bear McCreary. La chanson du générique est une adaptation du poème Sing me a Song of a Lad that is Gone de Robert Louis Stevenson, interprétée sur le thème de la chanson populaire écossaise The Skye Boat Song.

## Diffusion
Outlander a été diffusée aux États-Unis le 9 août 2014 sur Starz . Ses huit premiers épisodes ont été diffusés jusqu'en septembre, et les huit autres épisodes de la première saison ont repris en avril 2015. La finale de la première saison a été diffusée le 30 mai 2015.
Outlander a fait ses débuts en Australie sur SoHo (en) le 14 août 2014 et a commencé à être diffusé au Canada sur Showcase le 24 août 2014. La série a également été diffusée le 21 octobre 2014, en Irlande. Au Royaume-Uni, il a été acquis par Amazon Prime Video, dont la première a eu lieu le 26 mars 2015. En avril 2015, The Herald a rapporté que des courriels divulgués dans le hack de Sony Pictures Entertainment suggéraient que le retard de diffusion au Royaume-Uni pouvait avoir été en raison de la sensibilité du référendum sur l'indépendance écossaise de septembre 2014.
La deuxième saison de treize épisodes a été diffusée le 9 avril 2016. La troisième saison de treize épisodes a été diffusée le 10 septembre 2017. La quatrième saison de treize épisodes, le 4 novembre 2018. La cinquième saison de douze épisodes a été diffusée le 16 février 2020. La sixième saison, quant à elle, fut diffusée le 7 mars 2022.

## Épisodes

### Première saison (2014-2015)
La première saison de seize épisodes est diffusée depuis le 9 août 2014 en deux parties de huit épisodes, basée sur le premier tome de la saga homonyme, Outlander. La deuxième partie a débuté le 4 avril 2015.
1. Sassenach (Sassenach)
2. Le Château de Leoch (Castle Leoch)
3. La Légende de la dame de Balnain (The Way Out)
4. Le Serment d'allégeance (The Gathering)
5. La Collecte (Rent)
6. Le Commandant de la garnison (The Garrison Commander)
7. Le Mariage (The Wedding)
8. D'un monde à l'autre (Both Sides Now)
9. Une bonne correction (The Reckoning)
10. Mon petit doigt me dit (By the Pricking of My Thumbs)
11. La Marque du diable (The Devil's Mark)
12. Lallybroch (Lallybroch)
13. La Garde (The Watch)
14. Une chanson pour Jamie (The Search)
15. La Prison de Wentworth (Wentworth Prison)
16. La Rançon d'une âme (To Ransom A Man's Soul)

### Deuxième saison (2016)
Le 15 août 2014, la série a été renouvelée pour une deuxième saison de treize épisodes, diffusée du 9 avril 2016 au 9 juillet 2016. Elle est adaptée selon le tome 2 de la saga : Le Talisman.
Les titres français indiqués en second sont les titres donnés au Québec et / ou en Suisse.
1. À travers le miroir / De l'autre côté du miroir (Through a Glass, Darkly)
2. L'Introduction à Versailles (Not in Scotland Anymore)
3. La Partition de musique (Useful Occupations and Deceptions)
4. La Dame Blanche (La Dame Blanche)
5. Une résurrection inappropriée / Une résurrection inopportune (Untimely Resurrection)
6. Double Jeu (Best Laid Schemes...)
7. Faith (Faith)
8. Le Repaire du vieux renard (The Fox's Lair)
9. Je suis Prest (Je Suis Prest)
10. La Bataille de Prestonpans (Prestonpans)
11. Règlements de compte (Vengeance Is Mine)
12. Le Salut de Mary (The Hail Mary)
13. Le Talisman (Dragonfly in Amber)

### Troisième saison (2017)
Composée de treize épisodes, elle a été diffusée du 10 septembre 2017 au 10 décembre 2017. Elle est adaptée du tome 3 de la saga : Le Voyage.
Les titres français indiqués en second sont les titres donnés au Québec et / ou en Suisse.
1. Au cœur de la bataille / Culloden (The Battle Joined)
2. L'Histoire en marche / Reddition  (Surrender)
3. Dette d'honneur / Une dette d'honneur (All Debts Paid)
4. Ce qui est oublié ou perdu / Au nom du père (Of Lost Things)
5. Liberté et Whisky (Freedom and Whisky)
6. A. Malcolm / Alexander Malcolm (A. Malcolm)
7. La Crème de Menthe / Crème de menthe (Crème De Menthe)
8. La Première Femme (First Wife)
9. Le Pot au noir / Le Jonas (The Doldrums)
10. Ciel et Terre / L'Appât (Heaven and Earth)
11. En territoire inconnu / Inexplorée  (Uncharted)
12. La Bakra (The Bakra)
13. L'Œil du cyclone / LaProphétie (Eye of the Storm)

### Quatrième saison (2018-2019)
Composée de treize épisodes, elle a été diffusée du 4 novembre 2018 au 27 janvier 2019. Elle est l'adaptation du 4e tome : Les Tambours de l'automne.
Les titres français indiqués en second sont les titres donnés au Québec et / ou en Suisse.
1. Le Rêve américain / La Belle Amérique (America the Beautiful)
2. Le Serment de Claire / Seuls contre tous (Do No Harm)
3. Passionnément, pas du tout… (The False Bride)
4. Le Tueur d'ours (Common Ground)
5. Sauvages (Savages)
6. Le Sang de mon sang (Blood of My Blood)
7. Dans le terrier du lapin (Down the Rabbit Hole)
8. Wilmington (Wilmington)
9. Les Oiseaux et les Abeilles (The Birds and the Bees)
10. La Profondeur du cœur (The Deep Heart's Core)
11. Tel père telle fille (If Not For Hope)
12. Sinon pour l'espoir (Providence)
13. Un homme de valeur (Man of Worth)

### Cinquième saison (2020)
Composée de douze épisodes, elle a été diffusée du 16 février 2020 au 10 mai 2020. Elle est adaptée du 5e tome La Croix de feu.
1. La Croix de feu (The Fiery Cross)
2. Entre deux feux (Between Two Fires)
3. Libre arbitre (Free Will)
4. Qui se ressemble s'assemble (Company We Keep)
5. Adoration perpétuelle (Perpetual Adoration)
6. Je brille, mais ne brûle pas (Better to Marry Than Burn)
7. La Ballade de Roger Mac (The Ballad of Roger Mac)
8. Les Derniers mots célèbres (Famous Last Words)
9. Monstres ou héros (Monsters and Heroes)
10. La miséricorde m'accompagnera (Mercy Shall Follow Me)
11. Le Pain du futur (Journeycake)
12. Jamais mon amour (Never My Love)

### Sixième saison (2022)
Composée de huit épisodes, elle a été diffusée du 6 mars 2022 au 1er mai 2022 sur Starz. Le premier épisode est exceptionnellement long de 80 minutes.
1. Souvenirs (Echoes)
2. Allégeance (Allegiance)
3. Tempérance (Temperance)
4. L'Heure du loup (Hour of the Wolf)
5. Liberté chérie (Give Me Liberty)
6. Si tu n'étais plus là (The World Turned Upside Down)
7. La Bave du crapaud… (Sticks and Stones)
8. Je ne suis pas seul (I Am Not Alone)

### Septième saison (2023-2024)
Cette saison, composée de seize épisodes, est diffusée en deux parties, soit du 16 juin 2023 au 11 août 2023 pour la première et depuis le 22 novembre 2024 pour la deuxième.
1. Une vie bien perdue (A Life Well Lost)
2. Le Plus Bel Endroit du monde (The Happiest Place On Earth)
3. Mort, ne t'enorgueillis pas (Death Be Not Proud)
4. Zone d'inconfort (A Most Uncomfortable Woman)
5. Singapour (Singapore)
6. Confluences (Where the Waters Meet)
7. Le Guide pratique du voyage dans le temps (A Practical Guide For Time-Travelers)
8. Tournants (Turning Points)
9. Des affaires en souffrance (Unfinished Business)
10. Comme des frères (Brotherly Love)
11. Un quintal de pierres (A Hundredweight of Stones)
12. Connaissance charnelle (Carnal Knowledge)
13. Bonjour, au revoir (Hello, Goodbye)
14. Personne ne s'y habitue (Ye Dinna Get Used to It)
15. A l'encre de mon coeur (Written in My Own Heart's Blood)
16. Cent milles anges (A Hundred Thousand Angels)

## Accueil

### Accueil critique
La série a été plutôt bien accueillie par la critique aux États-Unis. Elle affiche un score de 73/100 sur Metacritic d'après 34 avis, et l'agrégateur Rotten Tomatoes rapporte 91 % de critiques positives, ainsi que le label « Certified Fresh » et le consensus suivant : « Outlander est une adaptation unique et substantielle de son matériau source, à laquelle de luxuriants paysages et une puissante alchimie entre les acteurs principaux ont donné vie. »
Bien que certaines critiques regrettent la « romance Harlequin » qui se dégage rapidement de la série, la plupart saluent la qualité de la production, ainsi que le choix d'un point de vue féminin, chose rare à la télévision. The A.V. Club écrit que la série « refuse de s'installer confortablement dans un genre en particulier », et Yahoo ajoute que c'est « une mixture de romance, de fantasy, d'histoire, d'aventures, de violence, de sexe, de druides, de kilts, de voyage dans le temps et de cheveux mal peignés. En gros, tout y est ! »
Outlander est comparée à Game of Thrones en raison de certains de leurs thèmes communs,,. The Guardian écrit que « si vous aimez les beaux paysages, les allégeances changeantes, et les intrigues de cour [de Game of Thrones], mais que vous préféreriez un rythme un peu plus lent et des scènes de sexe filmées de manière un peu plus prétentieuse, voici la série qu'il vous faut, » alors que Vulture.com nuance cela en disant que « Outlander s'est déjà positionnée comme l'alternative féministe à Game of Thrones. » Par ailleurs, The A.V. Club ajoute que « Outlander fait pour l’Écosse de 1743 ce que Downton Abbey a fait pour l'Angleterre de 1912. »

### Audiences
Les huit premiers épisodes comptaient en moyenne plus de 5,1 millions de téléspectateurs multiplateformes par épisode. En juillet 2015, notant les fortes audiences d’Outlander, son "fandom vocal en ligne et une multitude de pièces de réflexion liées à ses rebondissements féministes sur le genre d'action", Josef Adalian de Vulture.com a crédité Outlander comme l'une des séries responsables du succès accru de Starz contre des concurrents comme Showtime.

## Distinctions

### Récompenses
- Critics' Choice Television Awards 2014 : Nouvelle série la plus attendue
- People's Choice Awards 2015 : Série de science-fiction ou fantastique du câble préférée
- Saturn Awards 2015 : Meilleure actrice de télévision pour Caitriona Balfe
- Critics' Choice Movie Awards 2016 : Binge watching série
- Women's Image Network Awards 2016 :
  - Série dramatique
  - Actrice dans une série dramatique pour Caitriona Balfe
  - Épisode écrit par une femme : Toni Graphia pour The Devil's Mark
- People's Choice Awards 2016 :
  - Série de science-fiction ou fantastique du câble préférée
  - Actrice de science-fiction ou fantastique préférée pour Caitriona Balfe
- Costume Designers Guild Awards 2016 : Terry Dresbach
- Saturn Awards 2016 :
  - Saturn Award de la meilleure série fantastique
  - Meilleure actrice de télévision pour Caitriona Balfe
- BAFTA Scotland 2016 : Meilleure actrice de télévision pour Caitriona Balfe
- Scottish Gaelic Awards (en) 2016 : Meilleure contribution internationale pour Àdhamh Ó Broin, consultant en gaélique
- Hollywood Professional Association Awards 2016 (en) : Meilleur son pour l'épisode Prestonpans (Nello Torri, Alan Decker, Brian Milliken, Vince Balunas)
- Critics' Choice Movie Awards 2016 : Binge watching série
- Satellite Awards 2017 :
  - Meilleure série télévisée de genre
  - Meilleure distribution[89]
  - Outstanding Blu-ray
- Oscar Wilde Awards 2017 : Caitriona Balfe
- People's Choice Awards 2017 :
  - Meilleure série
  - Meilleure série SF/Fantastique sur une chaîne premium
  - Meilleur acteur dans une série SF/Fantastique pour Sam Heughan
  - Meilleure actrice dans une série SF/Fantastique pour Caitriona Balfe
- Women's Image Network Awards 2017 : Série dramatique
- Saturn Awards 2017 : Saturn Award de la meilleure série fantastique
- Saturn Awards 2018 : Saturn Award de la meilleure série fantastique
- Saturn Awards 2019 : Saturn Award du meilleur acteur de télévision pour Sam Heughan
- Saturn Awards 2021 : Saturn Award de la meilleure actrice de télévision pour Caitriona Balfe

### Nominations
- Saturn Awards 2015 :
  - Meilleure série limitée
  - Meilleur acteur de télévision pour Tobias Menzies
  - Meilleur acteur de télévision dans un second rôle pour Sam Heughan
- Irish Film and Television Awards 2015 : Meilleure actrice dans une série dramatique et Rinsing Star Award pour Caitriona Balfe
- Golden Globes 2016 :
  - Meilleure série télévisée dramatique
  - Meilleure actrice dans une série télévisée dramatique pour Caitriona Balfe
  - Meilleur acteur dans un second rôle dans une série, une mini-série ou un téléfilm pour Tobias Menzies
- Emmy Awards 2016 :
  - Meilleurs costumes
  - Meilleure production
- BAFTA Scotland 2016 :
  - Meilleure série dramatique
  - Meilleur acteur de télévision pour Sam Heughan
- Critics' Choice Television Awards 2016 :
  - Meilleur acteur dans une série dramatique pour Sam Heughan
  - Meilleure actrice dans une série dramatique pour Caitriona Balfe
- Saturn Awards 2016 : Meilleur acteur de télévision pour Sam Heughan
- Globe de cristal 2017 : Meilleure série télé étrangère
- American Society of Cinematographers Awards 2017 : Neville Kidd for Prestonpans
- Golden Globes 2017 : Meilleure actrice dans une série télévisée dramatique pour Caitriona Balfe
- Women's Image Network Awards 2017 :
  - Actrice dans une série dramatique pour Caitriona Balfe
  - Scénario de Vengeance is Mine écrit par Diana Gabaldon
- Saturn Awards 2017 :
  - Saturn Award de la meilleure actrice de télévision pour Caitriona Balfe
  - Saturn Award du meilleur acteur de télévision pour Sam Heughan
  - Saturn Award du meilleur artiste invité pour Dominique Pinon
- Saturn Awards 2018 : 
  - Saturn Award de la meilleure actrice de télévision pour Caitriona Balfe
  - Meilleur acteur de télévision pour Sam Heughan
- Saturn Awards 2019 : 
  - Saturn Award de la meilleure actrice de télévision pour Caitriona Balfe
  - Saturn Award de la meilleure série télévisée fantastique
  - Saturn Award de la meilleure actrice de télévision dans un second rôle pour Sophie Skelton
  - Saturn Award du meilleur artiste invité pour Ed Speleers
- Saturn Awards 2021 : 
  - Saturn Award de la meilleure série télévisée fantastique
  - Saturn Award du meilleur acteur de télévision pour Sam Heughan
  - Saturn Award de la meilleure actrice de télévision dans un second rôle pour Sophie Skelton
  - Saturn Award du meilleur acteur de télévision dans un second rôle pour Richard Rankin
- Saturn Awards 2022 :
  - Meilleure série d'action ou thriller
  - Saturn Award de la meilleure actrice de télévision pour Caitriona Balfe
  - Saturn Award du meilleur acteur de télévision pour Sam Heughan
  - Saturn Award de la meilleure actrice de télévision dans un second rôle pour Sophie Skelton